# Brandenburg-Klasse (1893)
Die Brandenburg-Klasse war eine Klasse von vier Schlachtschiffen der deutschen Kaiserlichen Marine, die den Höhepunkt des deutschen Panzerschiffbaus darstellte. Entgegen der sonst üblichen Praxis der deutschen Marinetradition ist die Klasse nicht nach dem Typschiff Kurfürst Friedrich Wilhelm, sondern nach dem zweiten vom Stapel gelaufenen Schiff Brandenburg benannt. Die vier Schiffe liefen in den Jahren 1891 und 1892 vom Stapel. Sie entstanden noch vor dem Amtsantritt von Alfred Tirpitz als Staatssekretär des Reichsmarineamtes und bildeten den Grundstock der von ihm in den Flottengesetzen geforderten Schlachtschiffe.
Die Brandenburg-Klasse stand ab 1893 zur Verfügung und wurde 1900/01 in der Folge des Boxeraufstandes in Ostasien eingesetzt. 1910 kaufte die Osmanische Marine zwei der Schiffe. Während des Ersten Weltkrieges wurden alle vier Schiffe eingesetzt, wobei die Kurfürst Friedrich Wilhelm 1915 durch ein britisches U-Boot versenkt wurde. Als letztes Schiff der Klasse wurde die Weißenburg, als Torgud Reis im türkischen Dienst, 1956 abgewrackt.

## Geschichte

### Entwicklung

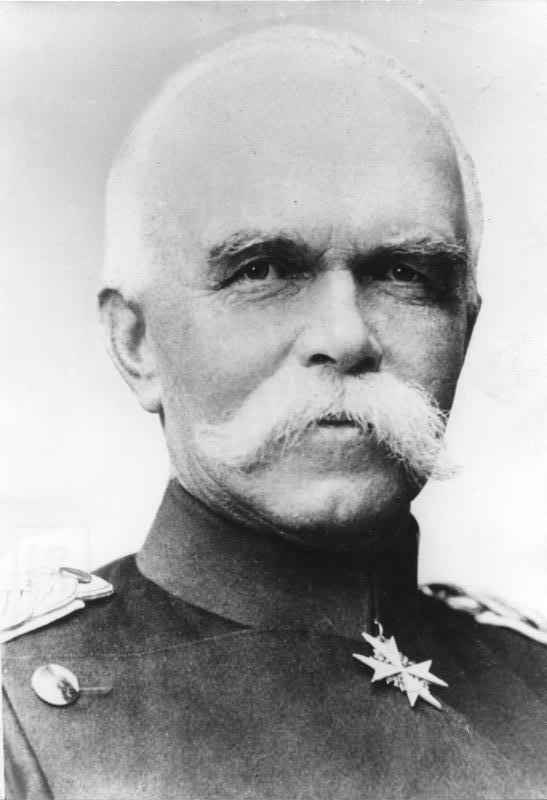
Leo von Caprivi, 1880

Im Jahr 1884 legte Generalleutnant Leo von Caprivi nach einjähriger Dienstzeit als Chef der Admiralität dem Reichstag eine Denkschrift zur weiteren Entwicklung der Kaiserlichen Marine vor. In dieser vertrat er die Ansicht, dass auf lange Sicht gepanzerte Schiffe den Kern der Flotte bilden müssten. Die Schlachtflotte sollte auch als Rückhalt für die im Auslandsdienst befindlichen Schiffe dienen, notfalls für ein bewaffnetes Eingreifen bereitstehen und damit indirekt die deutsche Diplomatie unterstützen. So schrieb er:

„Ohne den Hintergrund von gepanzerten Schlachtschiffen, ohne die Sicherheit, in einer gesammelten, kampfbereiten Hochseeflotte nötigenfalls ausgiebige Unterstützung finden zu können, würde ein der Weltstellung des deutschen Kaiserreichs angemessenes Auftreten der Schiffe des politischen Dienstes auf die Dauer nicht gewährleistet sein.“

Dieses Ziel ordnete von Caprivi jedoch dem verstärkten Aufbau der Küstenverteidigungskräfte unter. Er sah die Hauptaufgabe der Flotte in der Entlastung des Heeres in einem Zweifrontenkrieg gegen Frankreich und Russland, welchen er ständig befürchtete. Hinzu kam die Torpedowaffe, die gerade im Küstenvorfeld eine große Wirkung auch gegen Panzerschiffe versprach. Unter der Leitung von Alfred Tirpitz war sie zügig weiterentwickelt worden, was zu ihrer Überbewertung nicht nur beim Chef der Admiralität führte. Entsprechend beschaffte die Marine eine größere Zahl der vergleichsweise billigen und schnell zu bauenden Torpedoboote.
1886 wurden die Überlegungen zum Bau neuer Panzerschiffe wieder aufgenommen, da der Ersatz der alten, noch aus den späten 1860er und frühen 1870er Jahren stammenden Schiffe notwendig wurde. Als Grundlage für die weitere Entwicklung diente ein im Auftrag von Caprivis durch den Direktor des Marinedepartements der Admiralität, Konteradmiral Max von der Goltz, erstellter Fragebogen, der 13 Fragen zur grundsätzlichen Gestaltung zukünftiger Panzerschiffe enthielt und an alle relevanten Dienststellen verteilt wurde. Gleichzeitig ermittelte Alfred Dietrich, Leiter des Konstruktionsdepartements im Reichsmarineamt, die mögliche Größe der Panzerschiffe. Deren Ausmaße wurden hauptsächlich durch die Schleusen der Häfen in Kiel und Wilhelmshaven, speziell der alten Wilhelmshavener Einfahrt, begrenzt. Dietrich veröffentlichte am 18. März 1886 eine Denkschrift über die Probleme des Panzerschiffbaus sowie mögliche Lösungsansätze, wobei er auch die Ergebnisse des Fragebogens einbezog. Die Hauptmaße der zu bauenden Schiffe gab er dabei mit rund 98 m Länge, 19,2 m Breite und 7,5 m Tiefgang bei einer Verdrängung von 8.500 t an. Neben Skizzen für die geforderte Aufstellung von vier einzelnen 30,5-cm-Geschützen beschrieb Dietrich auch einen kreuzerähnlichen Entwurf mit sieben 26-cm-Geschützen, die wie bei der Oldenburg teilweise in Kasematten untergebracht sein sollten.
Auf Befehl von Caprivis erstellte Dietrich bis zum 8. Juni 1886 eine Liste mit sieben denkbaren Panzerschiffsentwürfen unterschiedlicher Größe. Darin enthalten waren Vorschläge zu einem schweren und zwei kleineren Schlachtschiffen, zwei gepanzerten Kreuzern und zwei Küstenpanzerschiffen. Für die weitere Entwicklung relevant wurden das schwere Schlachtschiff sowie ein Küstenpanzerentwurf. Letzteren stellte von Caprivi in einer am 14. Juni 1886 vorgestellten Denkschrift als dringend notwendig zur Verteidigung der Elbmündung und des damals in der Planung befindlichen Kaiser-Wilhelm-Kanals heraus. Die „größere gepanzerte Kanonenboote“ genannten Küstenpanzer sollten in zehn Exemplaren gebaut werden und bis zur Fertigstellung des Kanals zur Verfügung stehen. Aufgrund dieser Forderung entstanden bis 1896 die acht Schiffe der Siegfried-Klasse.
Parallel zur Entwicklung der Küstenpanzerschiffe gingen auch die Vorarbeiten für die zukünftige Klasse von Hochseepanzerschiffen weiter. Als Grundlage für die weitere Konstruktion diente die Oldenburg, das bis dahin letzte deutsche Panzerschiff. Ein wichtiger Punkt für die Neukonstruktion war die Erprobung der von Krupp entwickelten Geschütze, auch um einen geeigneten Panzerschutz für die Schiffe zu erarbeiten. Ebenso war die Frage des Kalibers sowie der Aufstellung der schweren Artillerie zu klären. An der 1886 geforderten Einzellafettierung der Hauptbewaffnung sollte zunächst festgehalten, diese jedoch auf das Kaliber 28 cm reduziert und mit Panzerkuppeln versehen werden. Darüber hinaus existierte jedoch noch immer ein Entwurf für ein Kasemattschiff. Bei einer erneuten Berechnung der Gewichtsverteilungen kam Dietrich zu dem Schluss, dass bei einer Zusammenfassung je zweier Geschütze auf eine gemeinsame Lafette ein dritter derartiger Geschützturm auf den Schiffen installiert werden konnte, ohne den Gewichtsrahmen von rund 10.000 t zu überschreiten.

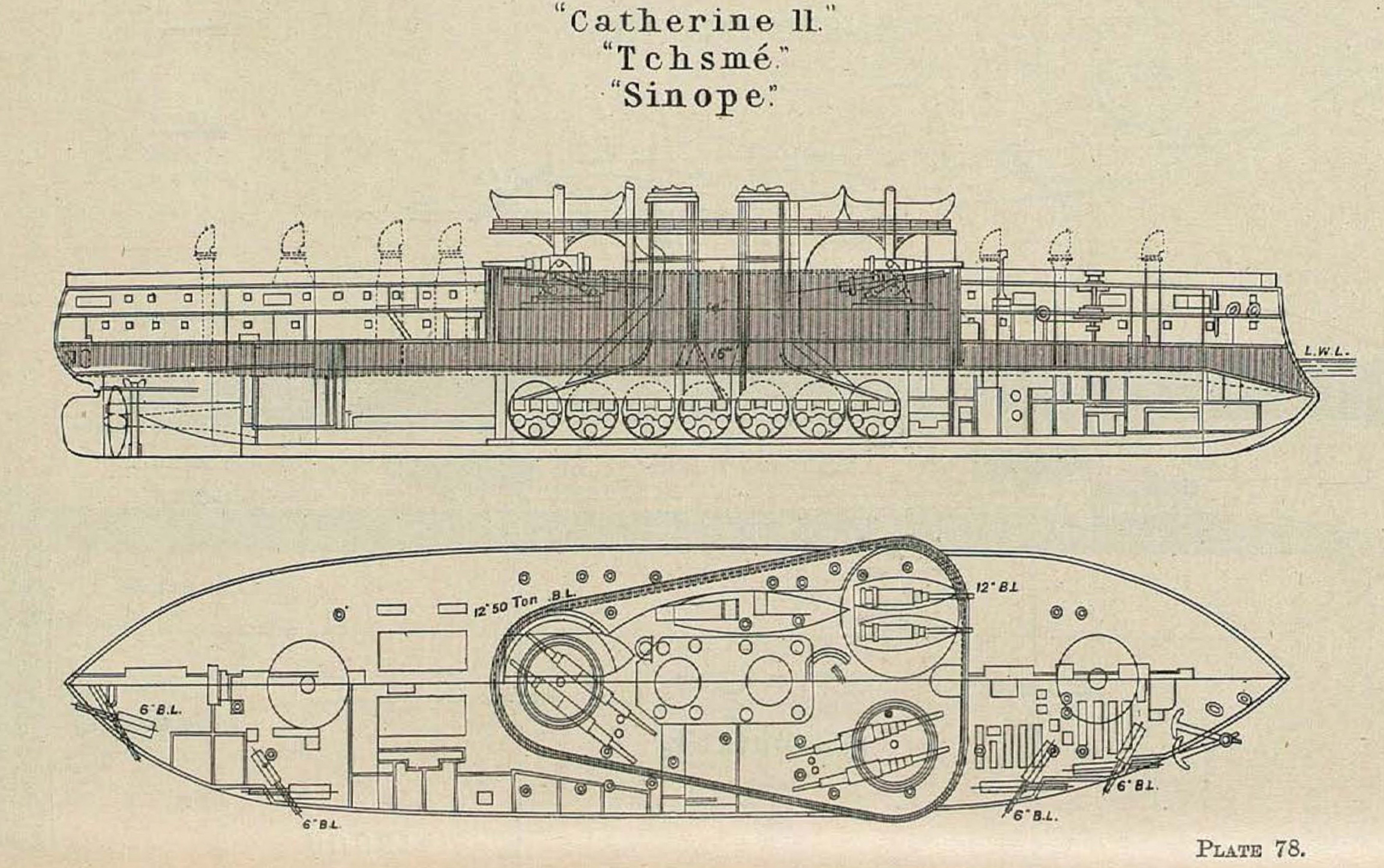
Zeichnung der russischen Ekatarina II.

Für die Platzierung der Geschütze wurde die Möglichkeit einer „russischen Aufstellung“ nach dem Vorbild der Ekaterina II. untersucht, bei der zwei Geschütztürme nebeneinander auf der Back untergebracht waren. Diese Geschützaufstellung wurde auf der Siegfried-Klasse umgesetzt. Ebenso kam für die Hochseepanzerschiffe auch eine Aufstellung der schweren Artillerie in Mittschiffslinie in Frage, wie sie die französische Amiral-Baudin-Klasse erhalten hatte. Eine weitere mögliche Aufstellung von je zwei Geschützen auf Vor- und Achterschiff sowie zwei einzelnen seitlichen Geschützen scheiterte am Gesamtgewicht der Panzerschiffe, die „russische Variante“ an der durch die Breite verhinderten Dockbarkeit. Die Platzierung von drei Geschütztürmen in Mittschiffslinie stellte sich als praktikabelste Lösung heraus, auch wenn damit auf die 1886 geforderte Fähigkeit, mit jeweils mindestens drei Geschützen sowohl nach voraus als auch nach achteraus feuern zu können, verzichtet werden musste.
Die letztlich gültigen Konstruktionsunterlagen der neuen Panzerschiffsklasse wurden bis zum August 1889 erarbeitet. Es entstanden Schiffe mit rund 10.000 t Verdrängung und sechs 28-cm-Geschützen als Hauptbewaffnung, die in drei Zwillingstürmen in Mittschiffslinie untergebracht waren. Hauptsächlich diese Artillerieaufstellung, zu der die Kaiserliche Marine erst 20 Jahre später mit der König-Klasse zurückkehrte, führte teilweise zur Einordnung der Brandenburg-Klasse als direkter Vorläufer der Dreadnoughts. Allerdings existierten auch in anderen Marinen vergleichbare zeitgenössische Schiffe oder Entwürfe.

### Bau
Die Entscheidung zum Bau von zunächst zwei neuen Panzerschiffen war zu Beginn des Jahres 1888 gefallen. Eines davon sollte mit dem Haushalt 1889/90 beantragt werden, das zweite jedoch erst 1892/93. Dem Reichstag eine größere Vorlage zu machen oder gar ein auf einen längeren Zeitraum ausgelegtes Flottenprogramm zu erstellen, wagte die Admiralität zunächst nicht. Dies änderte sich jedoch mit dem Regierungsantritt Wilhelms II. und dem wenige Wochen später erfolgten Rücktritt von Caprivis als Chef der Admiralität. Im Anschluss an seine Antrittsreise nach Russland, Schweden und Dänemark befahl der Kaiser, den Haushalt 1889/90 nochmals zu ändern und nicht nur eines, sondern vier neue Panzerschiffe darin aufzunehmen. Diese waren als Ersatz für die 1878 untergegangene Großer Kurfürst und die veralteten Friedrich Carl, Kronprinz und Hansa geplant, ein zahlenmäßiger Ausbau der Flotte also nicht vorgesehen. Die vier Schiffe sollten den Kern der Flotte bilden. Eine weitergehende Bauplanung, wie sie erst 1898 mit dem Flottengesetz umgesetzt wurde, war ebenso nicht mit der Forderung verbunden. Der geänderte Haushalt wurde dem Reichstag Ende 1888 vorgelegt und zunächst kontrovers diskutiert. Dabei bezogen sich mehrere Redner auf von Caprivis Denkschrift von 1884 und seiner Äußerung, fehlgeschlagene Experimente vermeiden zu müssen. Nach einer positiven Empfehlung der Budgetkommission wurde die erste Rate von je 800.000 Mark für alle vier Schiffe genehmigt.

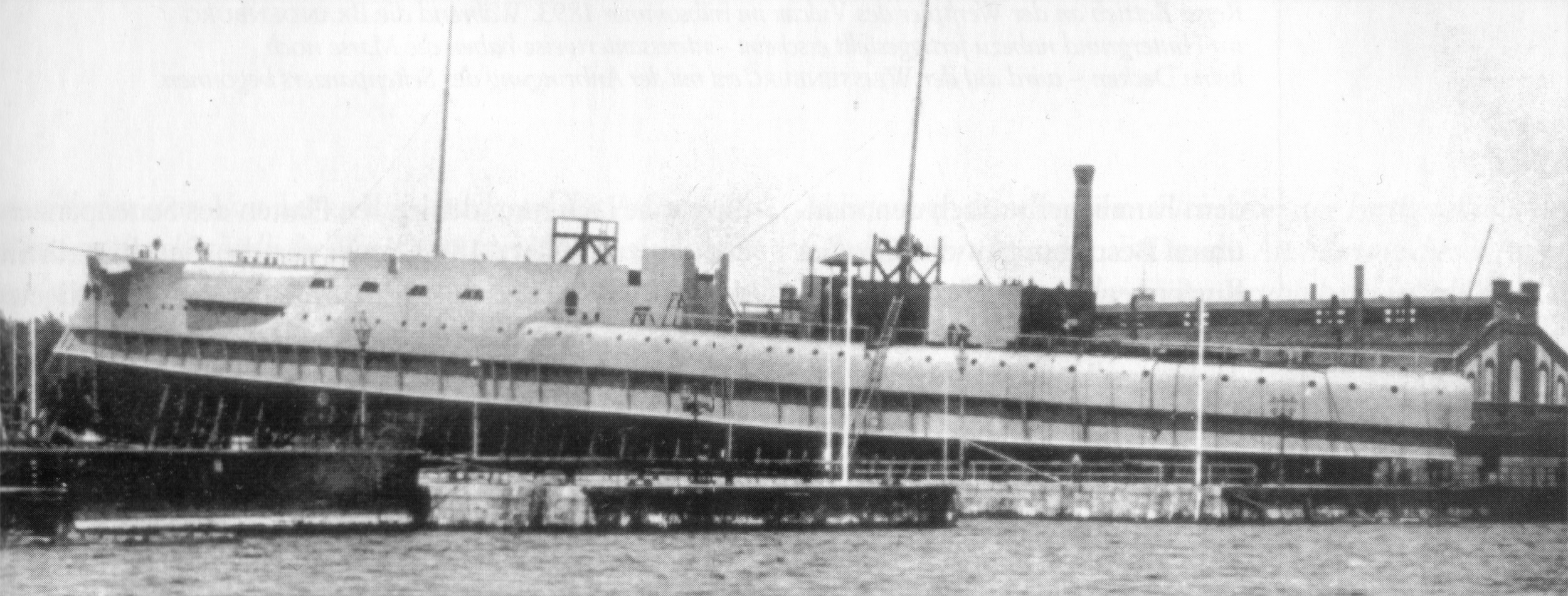
Die Kurfürst Friedrich Wilhelm vor ihrem Stapellauf mit teilweise bereits fertiggestellten Aufbauten, Juni 1891

Mit dem Bau der Schiffe wurden zwei private und eine Staatswerft beauftragt. Ursprünglich sollte auch die Kaiserliche Werft Kiel eines der Panzerschiffe bauen, jedoch wurde die Werft zu diesem Zeitpunkt umgebaut und fiel daher für den Bau größerer Schiffe aus. Die Stettiner AG Vulcan als damals leistungsfähigste deutsche Werft erhielt so zwei Bauaufträge, je einer ging an die Kaiserliche Werft Wilhelmshaven und die Kieler Germaniawerft. Die vier Schiffe, welche die Haushaltsnamen A bis D erhielten, wurden im März und Mai 1890 auf Kiel gelegt. Der von der AG Vulcan ausgeführte Neubau A (später Brandenburg) sollte beschleunigt fertiggestellt werden, um während der Erprobung festgestellte Mängel beim Bau der drei anderen Schiffe einfließen lassen zu können. Als Baukosten waren seitens der Werften zwischen 11,2 und 12,4 Millionen Mark veranschlagt worden.
Die geforderte zügige Fertigstellung des Neubaus A bis zum Juni 1892 konnte nicht eingehalten werden, ebenso verzögerte sich auch der Bau der drei anderen Schiffe erheblich. Grund dafür war die nur langsame Lieferung des Panzermaterials durch Krupp und die Dillinger Hütte. Ebenso hatte die von Krupp hergestellte schwere Artillerie Lieferverzug. Die Abänderung der Mittelartillerie von zunächst vorgesehenen 8,7-cm-Kanonen zu den neu entwickelten 10,5-cm-Schnellladekanonen brachte weitere Bauverzögerungen mit sich. Die vorgenommenen Änderungen und die Bauverzögerungen führten letztlich auch zu einer Baukostensteigerung auf 15,8 bis 16,1 Millionen Mark pro Schiff. Am 30. Juni 1891 stand der Neubau D in Wilhelmshaven zum Stapellauf bereit und wurde unter dem Namen Kurfürst Friedrich Wilhelm zum Typschiff der Klasse. Die Wörth konnte schließlich am 31. Oktober 1893 als erstes neues Panzerschiff in Dienst gestellt werden. Entgegen der Tradition der deutschen Marinegeschichte wurde die Klasse nicht nach dem Typschiff, sondern der als zweites Schiff vom Stapel gelaufenen Brandenburg benannt. Diese sollte ursprünglich das Typschiff der Klasse werden, was aber die genannten Bauverzögerungen verhinderten.

### Schiffe der Klasse
| Name                       | Bauwerft                         | Kiellegung    | Stapellauf         | Indienststellung  | Außerdienststellung | Verbleib                                                                            |
| -------------------------- | -------------------------------- | ------------- | ------------------ | ----------------- | ------------------- | ----------------------------------------------------------------------------------- |
| Kurfürst Friedrich Wilhelm | Kaiserliche Werft, Wilhelmshaven | 24. März 1890 | 30. Juni 1891      | 29. April 1894    | –                   | 1910 an die Türkei verkauft, am 8. August 1915 von E11 in den Dardanellen versenkt. |
| Brandenburg                | AG Vulcan, Stettin               | 21. Mai 1890  | 21. September 1891 | 19. November 1893 | 20. Dezember 1915   | 1920 in Danzig abgewrackt.                                                          |
| Weißenburg                 | AG Vulcan, Stettin               | 23. Mai 1890  | 14. Dezember 1891  | 14. Oktober 1894  | 1933                | 1910 an die Türkei verkauft, 1956 abgewrackt.                                       |
| Wörth                      | Germaniawerft, Kiel              | 3. März 1890  | 6. August 1892     | 31. Oktober 1893  | 18. März 1916       | 1919 in Danzig abgewrackt.                                                          |

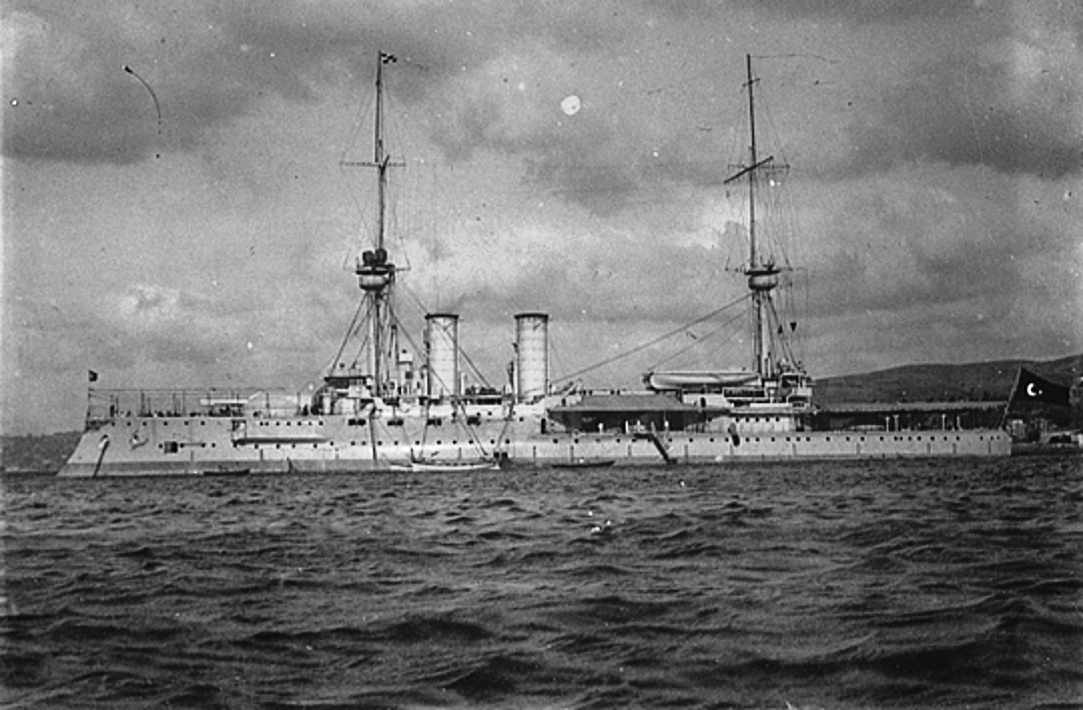
Kurfürst Friedrich Wilhelm bereits als Barbaros Hayreddin in türkischem Dienst, man erkennt die vier Geschützpforten des Batteriedecks
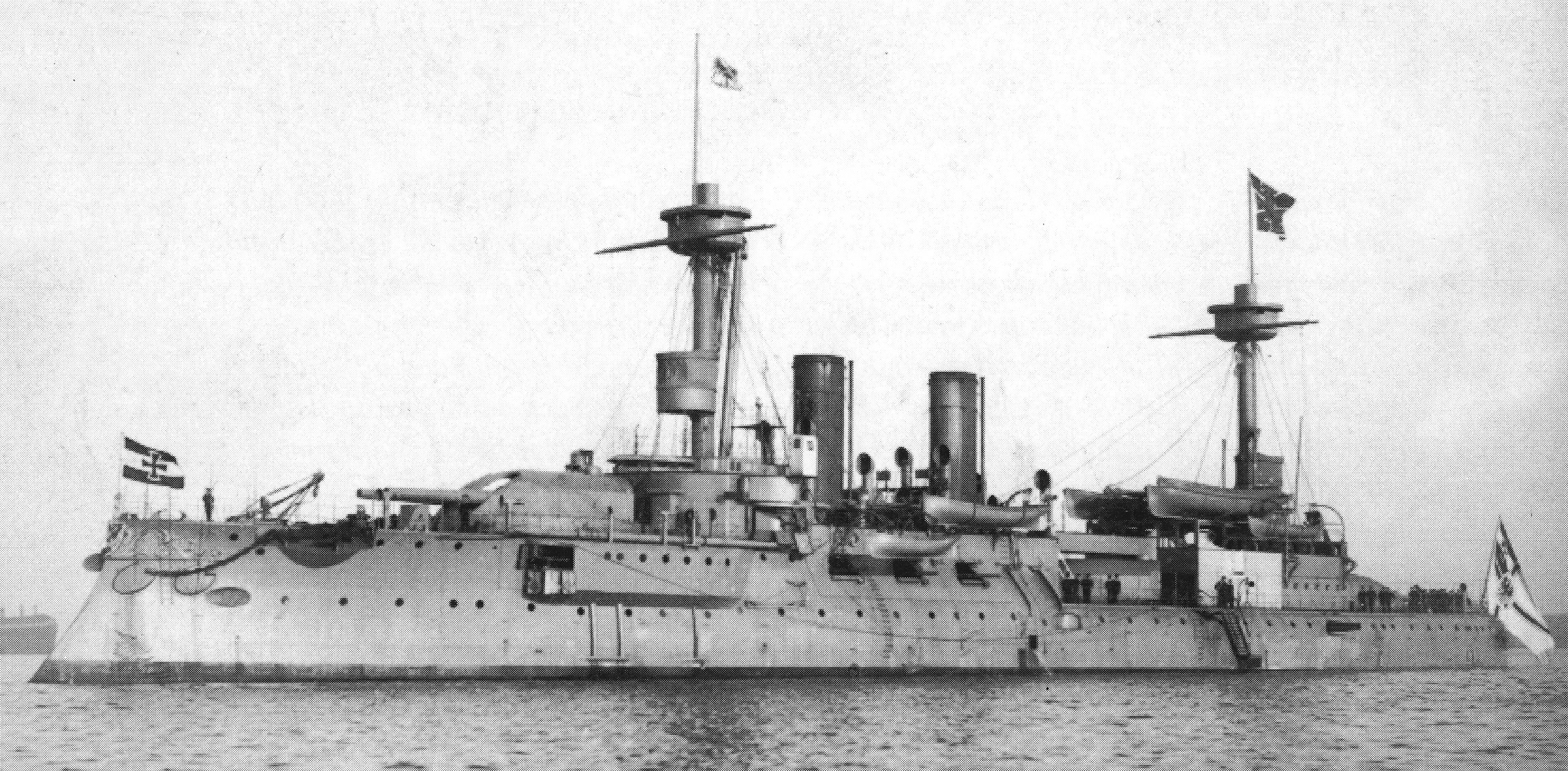
Brandenburg am 23. November 1893. Die Flagge Brandenburgs wurde typischerweise im Großtopp gefahren, hat hier aber der Kaiserstandarte Platz gemacht. Die bei Indienststellung nur drei seitlichen Geschützpforten sind erkennbar.
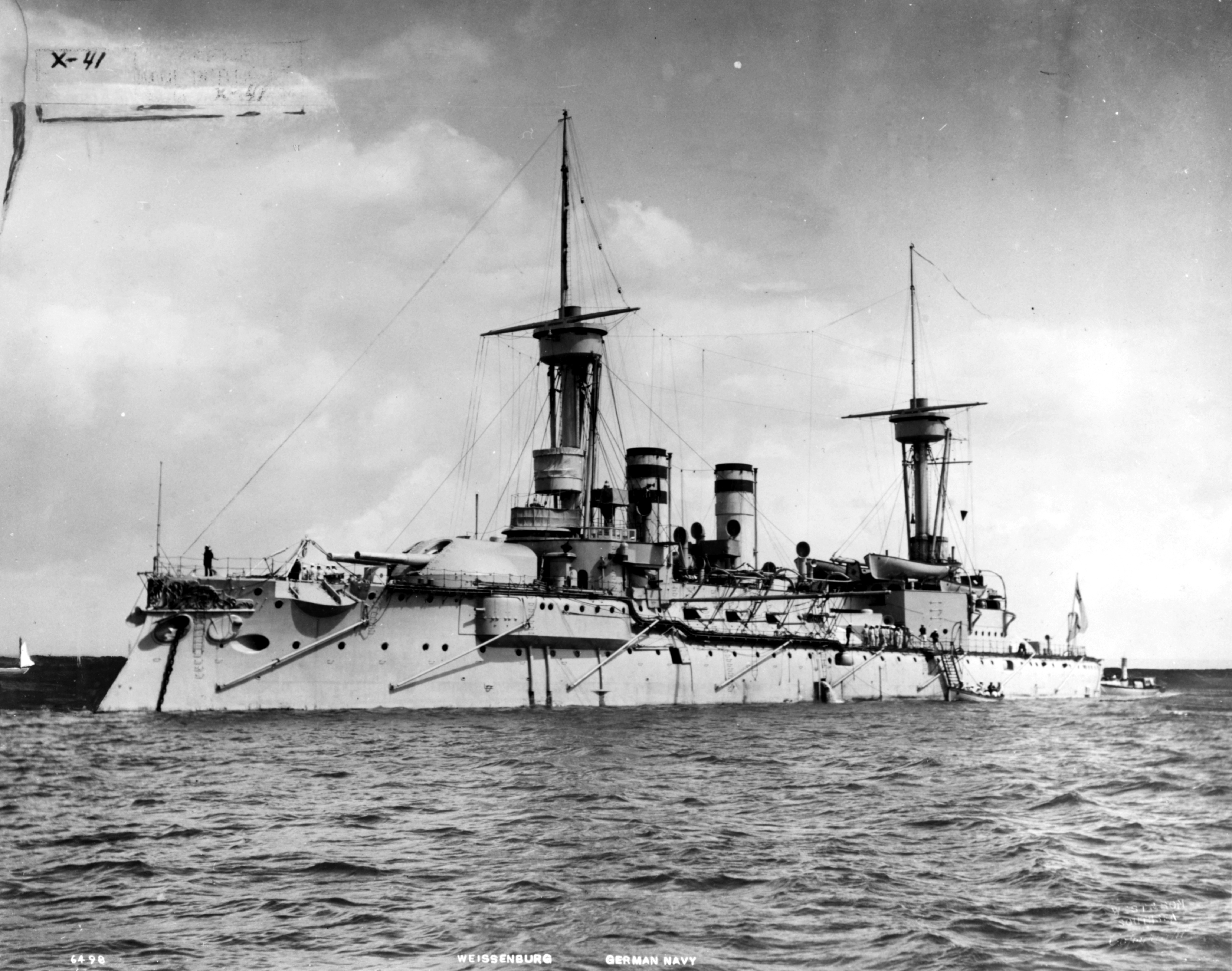
Weißenburg, gut zu sehen sind die seitlich anliegenden Spieren der Torpedoschutznetze
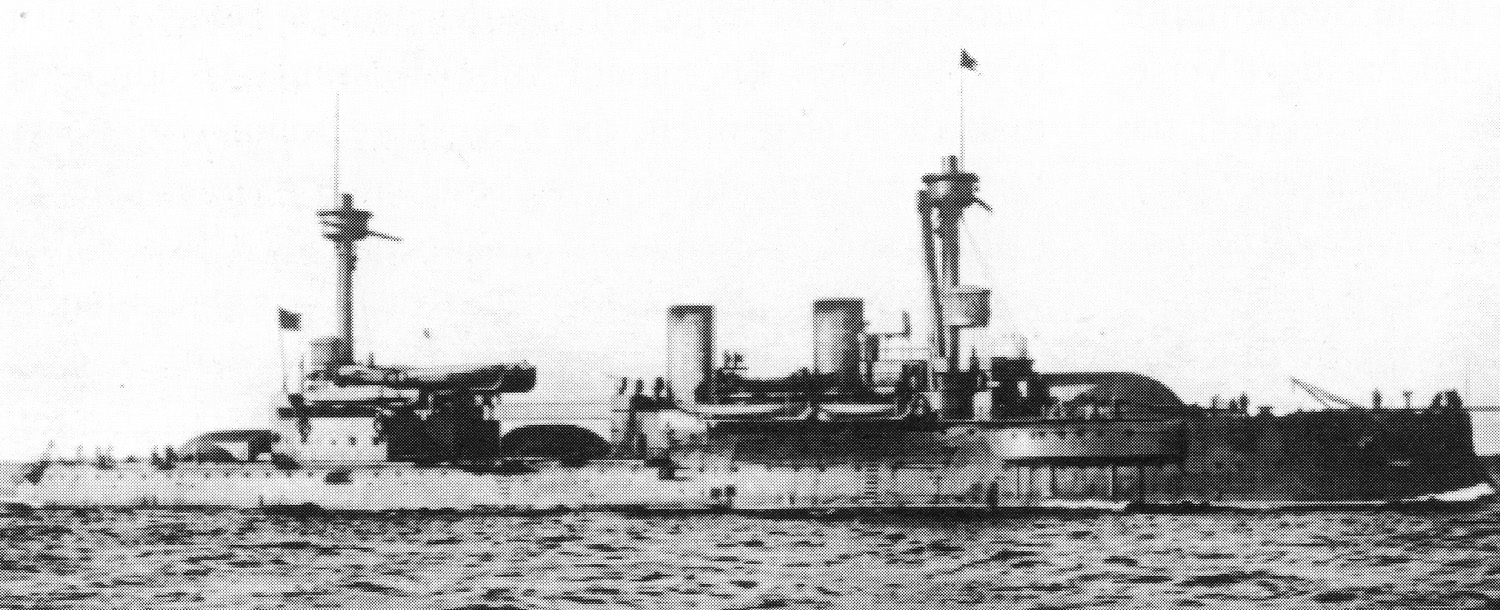
Wörth am 18. Dezember 1893 auf der 24-stündigen Messfahrt. Das Schiff hat seine schwere Artillerie noch nicht erhalten.

### Einsatz

#### 1894 bis 1900
Die vier Schiffe der Brandenburg-Klasse waren als Kern der deutschen Flotte gedacht. Die Küstenverteidigung hatte mit dem Bau von Torpedobooten und den Küstenpanzern der Siegfried-Klasse eine beträchtliche Stärkung erfahren und sollte durch den Aufbau der Offensivkraft unterstützt werden. Wie genau die Schiffe im Kampf eingesetzt werden sollten, war in der Kaiserlichen Marine zum Zeitpunkt ihres Baus jedoch noch unklar. Von Caprivi hatte kurz vor seiner Ablösung 1888 die zukünftige Taktik betreffende Fragen an verschiedene Marinestellen und Kommandanten ausgegeben, deren endgültige Auswertung jedoch unterblieb. Erst ab 1892 erarbeitete Tirpitz auf Befehl des Kaisers eine neue, an den Kampf mit dampfgetriebenen Panzerschiffen angepasste Gefechtstaktik. Bis zu diesem Zeitpunkt war das Mêlée, der freie Nahkampf zwischen den Schiffen, als unausweichlicher Endpunkt jeden Panzerschiffgefechtes gesehen worden. Einen wesentlichen Einfluss auf diese Ansicht hatte der Verlauf der Seeschlacht von Lissa. Der Rammstoß wurde in vielen Marinen, so auch der deutschen, als wichtige Taktik, der Rammsporn teilweise sogar als Hauptwaffe der Panzerschiffe gesehen. Diese taktischen Vorgaben waren auch die Grundlage für die Entwicklung der Brandenburg-Klasse. Deren letztlich gewählte Geschützaufstellung war jedoch für den Artilleriekampf zu Beginn eines Gefechts, bei dem die Schiffe direkt auf die gegnerischen Einheiten zulaufen sollten, eher ungeeignet, da nur zwei der sechs schweren Geschütze nach voraus feuern konnten.

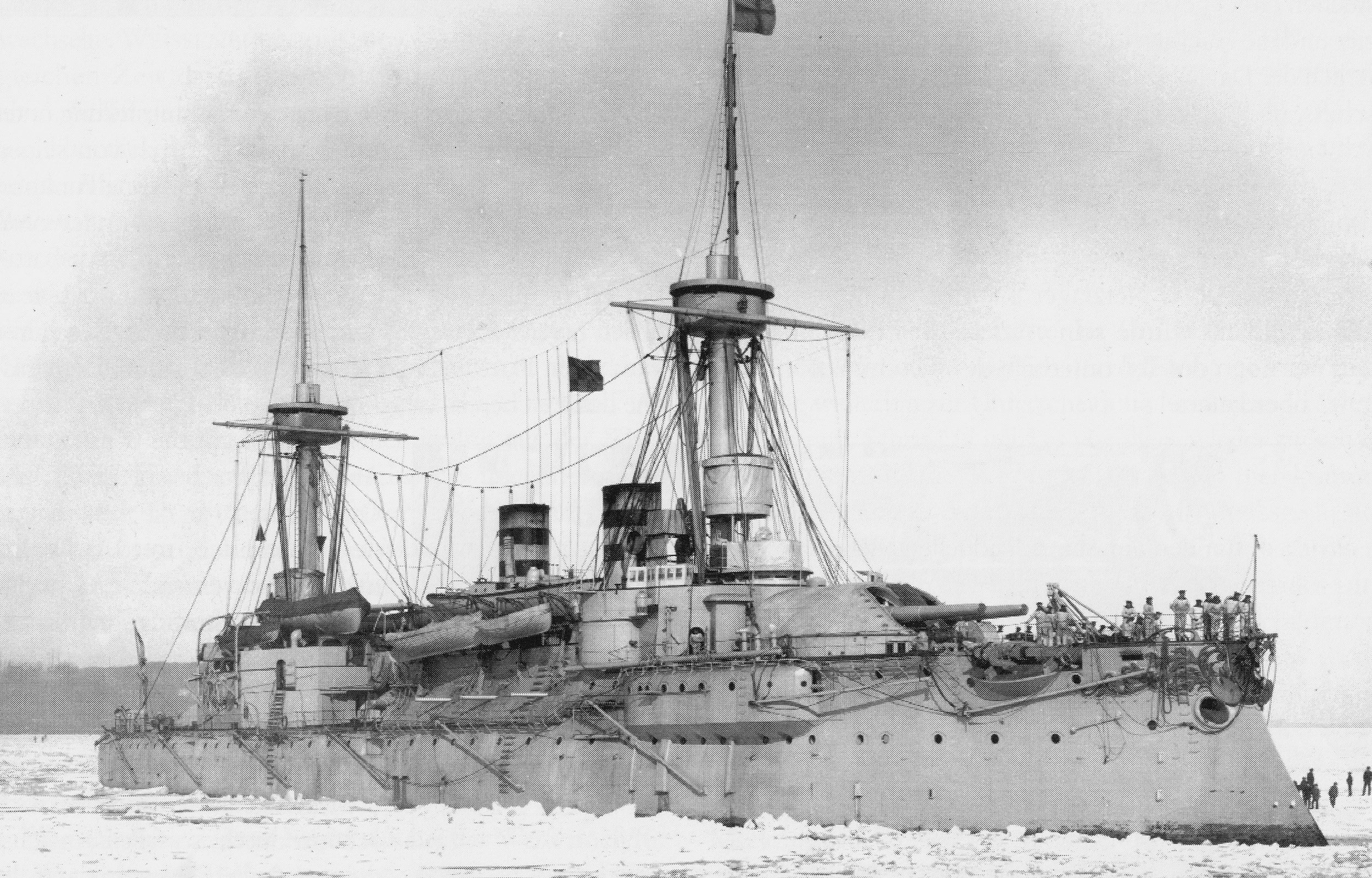
Wörth betätigt sich als Eisbrecher. Derartige Einsätze kamen im Winter gelegentlich vor.

Erst mit der 1894 herausgebrachten „Dienstschrift IX“ verfügte die Kaiserliche Marine über eine die Offensive betonende Gefechtstaktik und Seestrategie. Anstelle des Durchbruchsgefechtes, bei dem nach Möglichkeit der Gegner gerammt werden sollte, kehrte die Marine zur Liniengefechtstaktik zurück, was der Geschützaufstellung der Brandenburg-Klasse sehr entgegenkam. Außerdem wurde die Flotte in Geschwader zu zwei Divisionen mit jeweils vier Panzerschiffen unterteilt. Entsprechend bildete die Brandenburg-Klasse nach der Indienststellung aller vier Schiffe die I. Division des Manövergeschwader, die II. Division bestand aus den Schiffen der Sachsen-Klasse.
Entgegen der bisherigen Praxis blieben die Schiffe des Manövergeschwaders auch während des Winters im Dienst. Die Kurfürst Friedrich Wilhelm übernahm bis in das Jahr 1900 die Funktion des Flottenflaggschiffs. Während der folgenden Jahre bildete die Ausbildung der Besatzungen den Schwerpunkt des Dienstes der Schiffe, den sie weitgehend gemeinsam in der Division leisteten.

#### Einsatz in Ostasien
Im Laufe des Jahres 1900 kam es in China vermehrt zu Übergriffen auf Christen und Ausländer. Die Kaiserliche Marine zog die Schiffe des Ostasiengeschwaders sowie weitere Schiffe aus anderen Seegebieten in chinesischen Gewässern zusammen. Am 4. Juli erhielten auch die Schiffe der Brandenburg-Klasse, die sich zu diesem Zeitpunkt gerade zu Übungen in der Ostsee befanden, den Befehl zur Ausreise nach Ostasien. Die Entsendung der seit Beginn des Jahres 1899 als Linienschiffe bezeichneten Einheiten hatte hauptsächlich politische Gründe. Die Reichsregierung wollte eine möglichst starke deutsche Präsenz in der Auseinandersetzung mit China erreichen. Die Kritik verschiedener Kommandostellen der Marine wurde dabei nicht berücksichtigt.

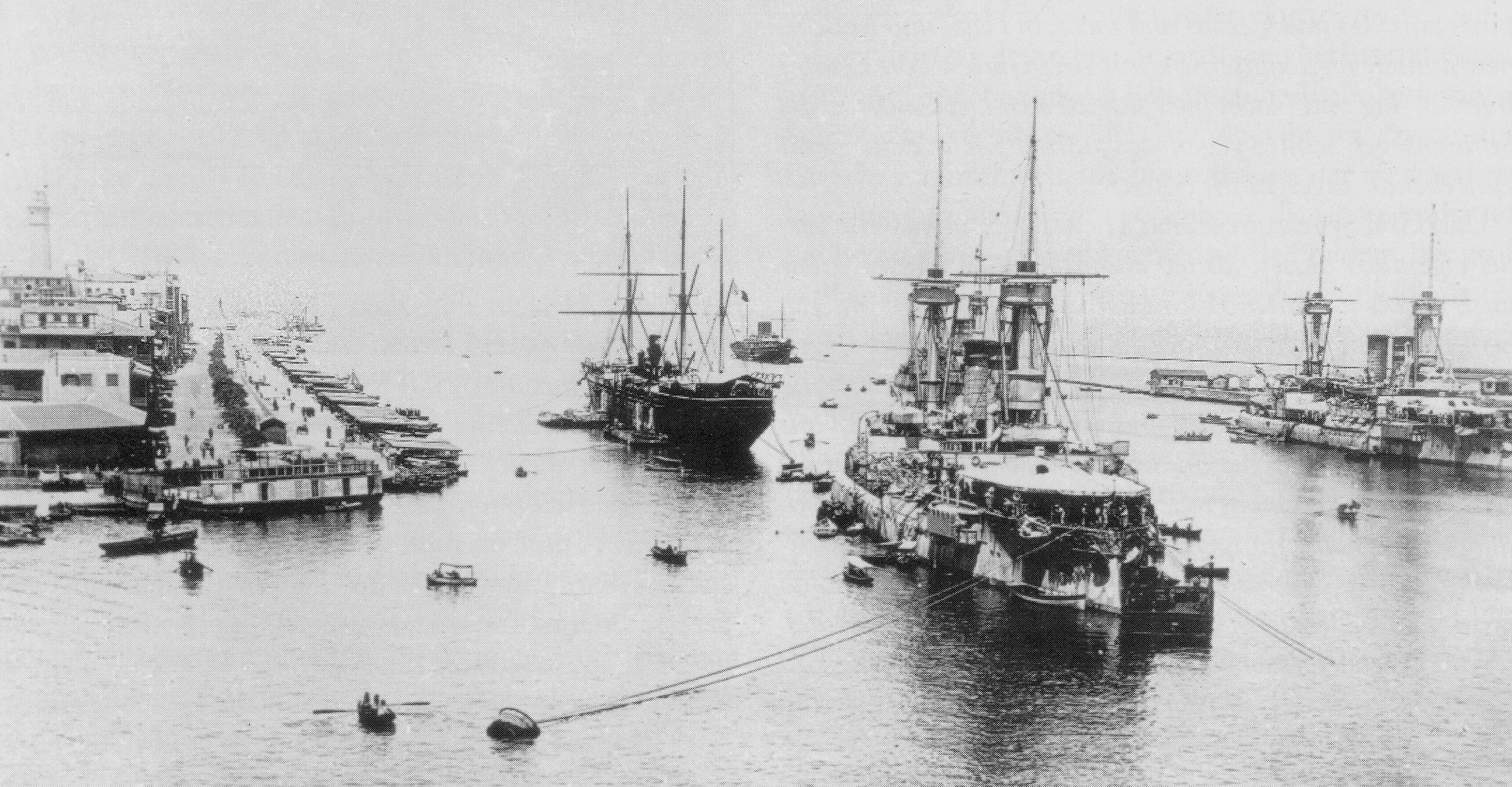
Brandenburg und Weißenburg (rechts im Bild) am 26. Juli 1900 in Port Said

Die notwendige Brennstoffversorgung während der Fahrt nach China und zurück erfolgte auf britischen Kohlestationen, wo jedoch die Preise deutlich erhöht waren. Der Aufenthalt in chinesischen Gewässern hielt bis Anfang Juni 1901 an, unterbrochen lediglich zu Überholungen in Nagasaki und Hongkong während des Winters. Eine vorzeitige Rückkehr der Linienschiffe war zwar vom Admiralstab und von Tirpitz gefordert worden, unterblieb aber aufgrund des befürchteten Prestigeverlustes. Da sich das Ende des internationalen Einsatzes abzeichnete, traten die Schiffe am 1. Juni die Heimreise an und trafen am 11. August in Wilhelmshaven ein.
Der Einsatz der Linienschiffe in China war ohne direkte militärische Erfolge geblieben. Dennoch konnte die Kaiserliche Marine wertvolle Erfahrungen sammeln. So war die Kaiserliche Werft Kiel für eine zügige Mobilmachung mehrerer Schiffe nur unzureichend gerüstet. Besonders auf der Rückreise machten sich auch die fehlenden Wartungsmöglichkeiten bemerkbar. Der technische Zustand der Kessel- und Maschinenanlage verschlechterte sich durch die dauerhafte Nutzung, was zusammen mit dem unvermeidbaren Bewuchs zu einem erhöhten Brennstoffverbrauch und niedrigeren Geschwindigkeiten führte. Als weiteres Problem stellte sich zudem die klimatischen Verhältnisse während des Ostasieneinsatzes heraus. Obwohl die Brandenburg-Klasse für ihre Zeit sehr gut belüftet war, sank in heißen oder tropischen Gebieten die Lufttemperatur im Schiffsinneren kaum unter 30 °C, was mehrere Hitzschläge zur Folge hatte. Der Erste Offizier der Brandenburg, Korvettenkapitän Maximilian von Spee, schrieb in einem Brief entsprechend: „Diese Schiffe eignen sich eher zur Nordpolfahrt als für die Tropen.“

#### Umbau
Die aus Ostasien zurückgekehrten Schiffe wurden zunächst für den üblichen Dienst in der Flotte eingesetzt. Beginnend mit der Wörth erfuhren alle vier Linienschiffe zwischen 1902 und 1905 einen Umbau auf der Kaiserlichen Werft Wilhelmshaven. Dieser war bereits seit 1896 im Gespräch und sollte besonders der Verstärkung der Mittelartillerie dienen. Hintergrund hierfür war die Ansicht, dass eine schnelle Salvenfolge der Mittelartillerie mehr Schaden auf gegnerischen Schiffen anrichten würde als die mit geringer Feuerrate schießende schwere Artillerie. Aus demselben Grund erhielt auch die ab 1895 im Bau befindlichen Kaiser-Friedrich-Klasse lediglich vier Schnellladekanonen des Kalibers 24 cm, dafür aber eine mit 18 15-cm-Geschützen im Vergleich zur Brandenburg-Klasse massiv verstärkte Mittelartillerie.

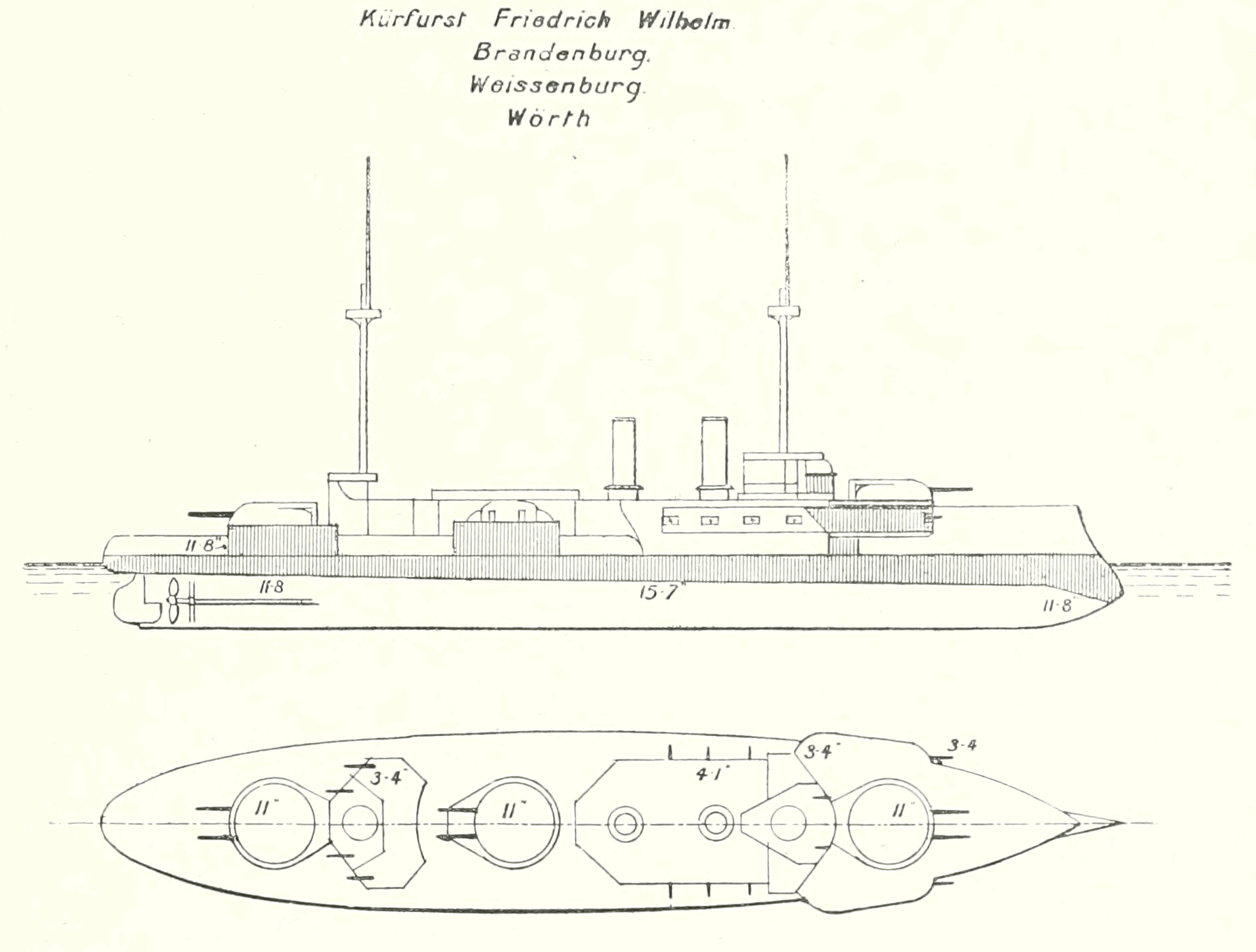
Zeichnung der Brandenburg-Klasse nach ihrem Umbau

Die Diskussionen um einen Umbau der Brandenburg-Klasse wurden bis zu seinem Beginn 1902 fortgeführt. Unter anderem kam die Forderung auf, den mittleren 28-cm-Turm auszubauen und an seiner Stelle mehrere 15-cm-Geschütze aufzustellen. Diese Ansicht wurde auch von der französischen Fachzeitschrift Le Yacht wiedergegeben. Zur Ausführung kam dies jedoch nicht. Im Zuge der Flottengesetze war ein kontinuierlicher Ausbau der Marine gesichert worden, die finanziellen Mittel für Umbauten blieben jedoch begrenzt, zumal noch der Umbau der Siegfried-Klasse lief. Bei der Brandenburg-Klasse blieb es daher bei der Vergrößerung der Kohlenbunker zur Erhöhung der Reichweite sowie der weitgehenden Entfernung des im Schiffsinneren verbauten Holzes (sog. Entholzung und Ersatz durch nichbrennbares Feinblech), was den Erfahrungen der Seeschlacht vor Santiago de Cuba entsprach. Die vorhandene Holzbeplankung der Decks blieb allerdings erhalten. Die Bewaffnung der Schiffe wurde nur geringfügig geändert. Zur Verstärkung der Mittelartillerie kamen zwei weitere 10,5-cm-Geschütze an Bord, die ebenfalls im weiterhin schlecht geschützten Batteriedeck aufgestellt wurden. Außerdem wurden die vorhandenen sechs Torpedorohre entfernt und durch zwei unter Wasser befindliche Rohre ersetzt. Ein Hecktorpedorohr sollte nur im Mobilmachungsfall installiert werden. Ein weitergehender Umbau, so der Einbau neuer Wasserrohrkessel, unterblieb aufgrund der hohen Kosten.

#### Weitere Friedenszeit

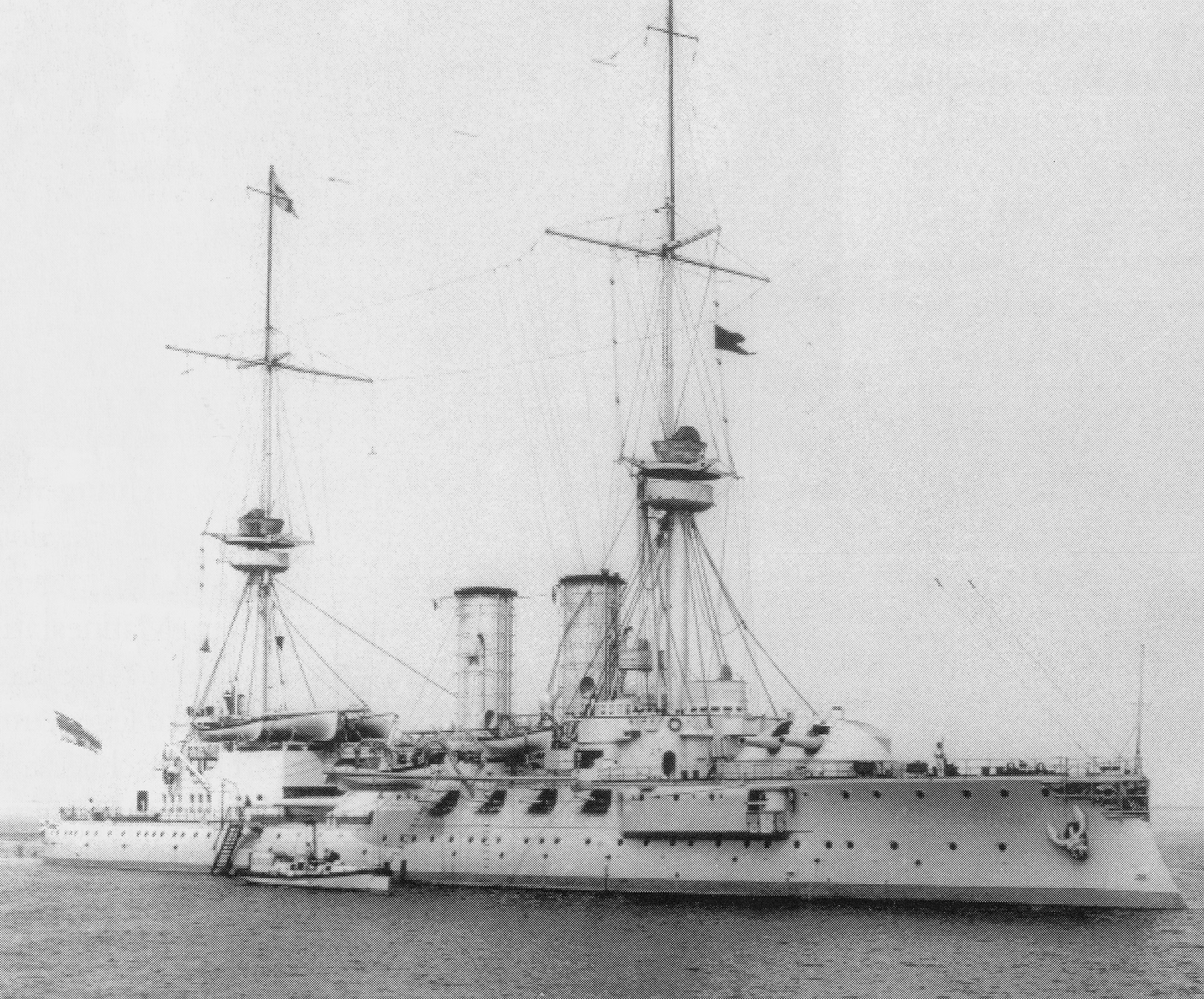
Kurfürst Friedrich Wilhelm im letzten Bauzustand in der Kaiserlichen Marine, Winter 1910.

Nach ihrer Modernisierung gehörten die Schiffe kurze Zeit zum II. Geschwader und bildeten dann die neu aufgestellte Reserve-Formation der Nordsee. Das Stammschiff der Formation blieb mit der vollen Besatzung in Dienst und unternahm verschiedene Übungsfahrten, sowohl allein als auch im Verband der Schul- und Versuchsschiffe. Die anderen als Beischiffe fungierenden Einheiten lagen an der Nordpier des Ausrüstungshafens in Wilhelmshaven und wurden lediglich von einem Wach- und Reinigungskommando instand gehalten. Aufgrund ihres Alters und der inzwischen überholten Technik unterblieb nach 1911 eine weitere Indiensthaltung in der Kaiserlichen Marine bis zum Beginn des Ersten Weltkrieges.
Mit der Novelle zum Flottengesetz im Jahr 1908 sank die vorgesehene Lebensdauer der Linienschiffe von 25 auf 20 Jahre. Die Schiffe der Brandenburg-Klasse standen dadurch, gerechnet ab der ersten Rate, ab 1910 zum Ersatz an. Als Ersatzbauten wurden drei Schiffe der König-Klasse und die Baden gebaut.

#### Dienst in der Osmanischen Marine
Nach der Niederlage im Türkisch-Griechischen Krieg war das Königreich Griechenland im ersten Jahrzehnt des 20. Jahrhunderts bestrebt, seine Marine auszubauen. Dies gelang 1909 mit dem Ankauf des dritten Panzerkreuzers der italienischen Pisa-Klasse, der später den Namen Georgios Averoff erhielt. Die Bauwerft Cantiere Navale Fratelli Orlando in Livorno hatte das Schiff zum Kauf ausgeschrieben, nachdem die Regia Marina den Bauauftrag aus Kostengründen storniert hatte. Auch das Osmanische Reich hatte Interesse an dem Neubau, konnte aber die geforderte Anzahlung nicht begleichen. Die Osmanische Marine war deshalb auf der Suche nach Schiffen, die es mit der Georgios Averoff aufnehmen konnten. Entsprechende Anfragen im Vereinigten Königreich waren ergebnislos geblieben, weshalb die Osmanen sich an das Deutsche Reich wandten, zu dem sie gute militärische Beziehungen pflegten.

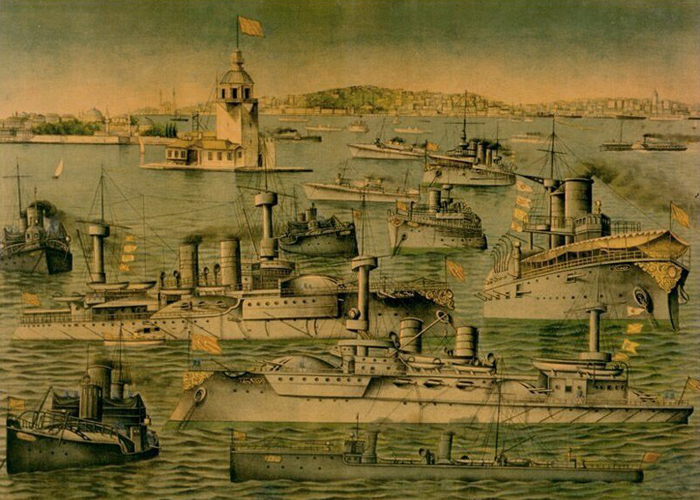
Lithographische Darstellung einiger osmanischer Kriegsschiffe, darunter neben der Barbaros Hayreddin und der Torgud Reis auch der Kreuzer Mecidiye sowie das Torpedoboot Muavenet-i Milliye.

Als Gegengewicht zur griechischen Marinerüstung sahen die Osmanen einen modernen Panzerkreuzer und drei turbinengetriebene Zerstörer als notwendig an. Letzterer Bitte entsprach das Reichsmarineamt mit der Übergabe der in der Ausrüstung befindlichen Torpedoboote S 165 bis S 168, die in Größe und Bewaffnung den zeitgenössischen britischen Zerstörern entsprachen. Sie wurden in der Kaiserlichen Marine durch baugleiche Boote ersetzt und in der Osmanischen Marine unter den Namen Muavenet-i Milliye, Yadigar-i Millet, Numune-i Hamiyet und Gayret-i Vataniye in Dienst gestellt. Der Verkauf eines Panzerkreuzers und speziell der ebenfalls in der Ausrüstung befindlichen Blücher kam jedoch nicht zustande. Der Kreuzer war durch die Indienststellung der ersten britischen Schlachtkreuzer bereits wieder überholt und stellte daher eher einen Ballast für die mit den Flottengesetzen festgeschriebenen Schiffszahlen der Kaiserlichen Marine dar. Allerdings war die Zahl der verfügbaren schweren Aufklärungsstreitkräfte gering. Das Schiff wurde daher in Deutschland gebraucht, wenn auch nur als Notlösung bis zur Indienststellung neuer Schlachtkreuzer. Den anberaumten Kaufpreis von 44 Millionen Mark, der dem Neubaupreis eines Schiffs der Moltke-Klasse entsprach, war das Osmanische Reich nicht zu zahlen bereit, ohne einen entsprechenden Gegenwert dafür zu erhalten. Auch die Forderungen, die Blücher von deutschen Offizieren führen zu lassen und auch alle weiteren Kriegsschiffkäufe in Deutschland zu tätigen, waren für die Osmanen nicht akzeptabel.
Es war Kaiser Wilhelm, der die alten Linienschiffe in Form der Kaiser-Friedrich- und Wittelsbach-Klasse in die Verhandlungen einbrachte. Da beide Klassen neuer waren und sich noch stärker in Nutzung befanden als die Brandenburg-Klasse, kam letztlich diese in den Blickpunkt. Am 15. Juli 1910 schrieb von Tirpitz an Georg Alexander von Müller, dem Leiter des Marinekabinetts, dass die Abgabe eines Schiffs der Moltke-Klasse ausgeschlossen, die von zwei Schiffen der Brandenburg-Klasse hingegen möglich sei. Trotz des Alters der Schiffe stellte von Tirpitz ihren Verkauf als ein „erhebliches Opfer für die Kaiserliche Marine“ dar, das er aber „mit Rücksicht auf [den] politischen Vorteil für vertretbar“ hielt. Als Vorteil führte der Admiral an, die Türkei erhielte „sofort zwei Schife für billigen Preis, von denen jedes allein dem italienischen Kreuzer weit überlegen“ sei. Die Osmanen nahmen dieses Angebot an und kauften die mit dem moderneren Nickelstahlpanzer ausgestatteten Kurfürst Friedrich Wilhelm und Weißenburg für 9 Millionen Mark pro Schiff. Von dieser Kaufsumme sollte eine Million Mark zuzüglich der Überführungskosten in Höhe von 250.000 Mark bei der Ankunft der Schiffe in Konstantinopel in bar bezahlt werden. Die Linienschiffe verließen am 14. August Wilhelmshaven und erreichten über Algier am 28. August die Dardanellen. Während der Fahrt waren 24 Offiziere sowie 38 Unteroffiziere und Mannschaften der Osmanischen Marine auf den Schiffen eingewiesen worden. Am 1. September erfolgte vor Tschanak die offizielle Übergabe an die Osmanische Marine. Die Kurfürst Friedrich Wilhelm erhielt zu Ehren des Korsaren Khair ad-Din Barbarossa den neuen Namen Barbaros Hayreddin, aus der Weißenburg wurde die Torgud Reis, benannt nach dem Korsaren Turgut Reis. Die türkische Bevölkerung sah den Ankauf zumeist positiv, teilweise kam aber auch Kritik am hohen Kaufpreis auf. Dieser floss als allgemeine Einnahme in den Reichshaushalt und kam nicht direkt der Kaiserlichen Marine zugute.

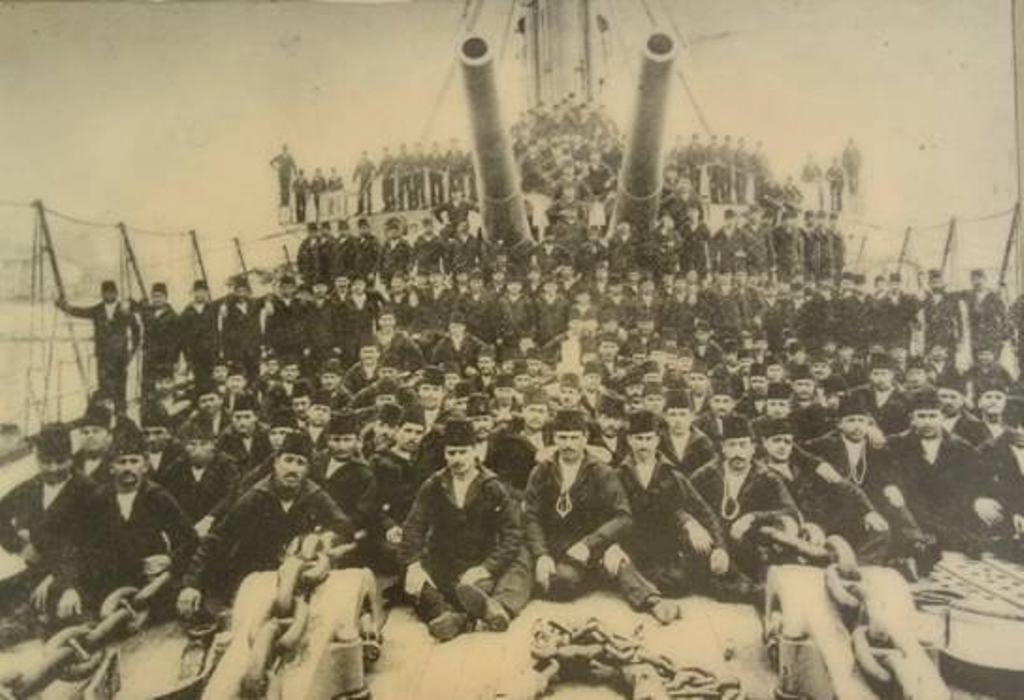
Osmanische Seeleute an Bord der Barbaros Hayreddin während des Ersten Balkankrieges

Die beiden Schiffe wurden im Jahr 1911 zu Übungen und einer Rundreise im östlichen Mittelmeer herangezogen. Während des Italienisch-Türkischen Krieges unterblieb ein aktiver Einsatz der Panzerschiffe, da die italienische Marine der osmanischen deutlich überlegen war. Der Zustand der Schiffe verschlechterte sich in kurzer Zeit zusehends, was neben dem Alter der Schiffe hauptsächlich am mangelnden technischen Sachverstand der Ingenieure und Mannschaften lag. So ließen sich die Luken eigentlich wasserdicht geplanter Schotten nicht mehr schließen, die Zieloptiken der Geschütze und die Munitionsaufzüge waren teilweise ausgebaut, die Bordtelefone defekt und weiteres mehr, weshalb die Schiffe ab Mai 1912 einer Überholung unterzogen wurden. Mit Beginn des Ersten Balkankrieges im Oktober 1912 mussten die Arbeiten unterbrochen werden. Am 16. Dezember 1912 und am 18. Januar fanden Gefechte mit griechischen Schiffen statt, während derer die Barbaros Hayreddin schwere Treffer erhielt.
Nach dem Krieg wurden den Osmanen vom Deutschen Reich auch die beiden verbleibenden Schiffe der Brandenburg-Klasse zum Kauf angeboten. Bereits vor dem Krieg hatten aus demselben Grund Gespräche mit Griechenland stattgefunden, die nach der griechischen Mobilmachung abgebrochen wurden. Die osmanische Marine lehnte letztlich ab, da sie zu diesem Zeitpunkt mit der Reshadije ein eigenes Großkampfschiff in Großbritannien im Bau hatte.

#### Erster Weltkrieg

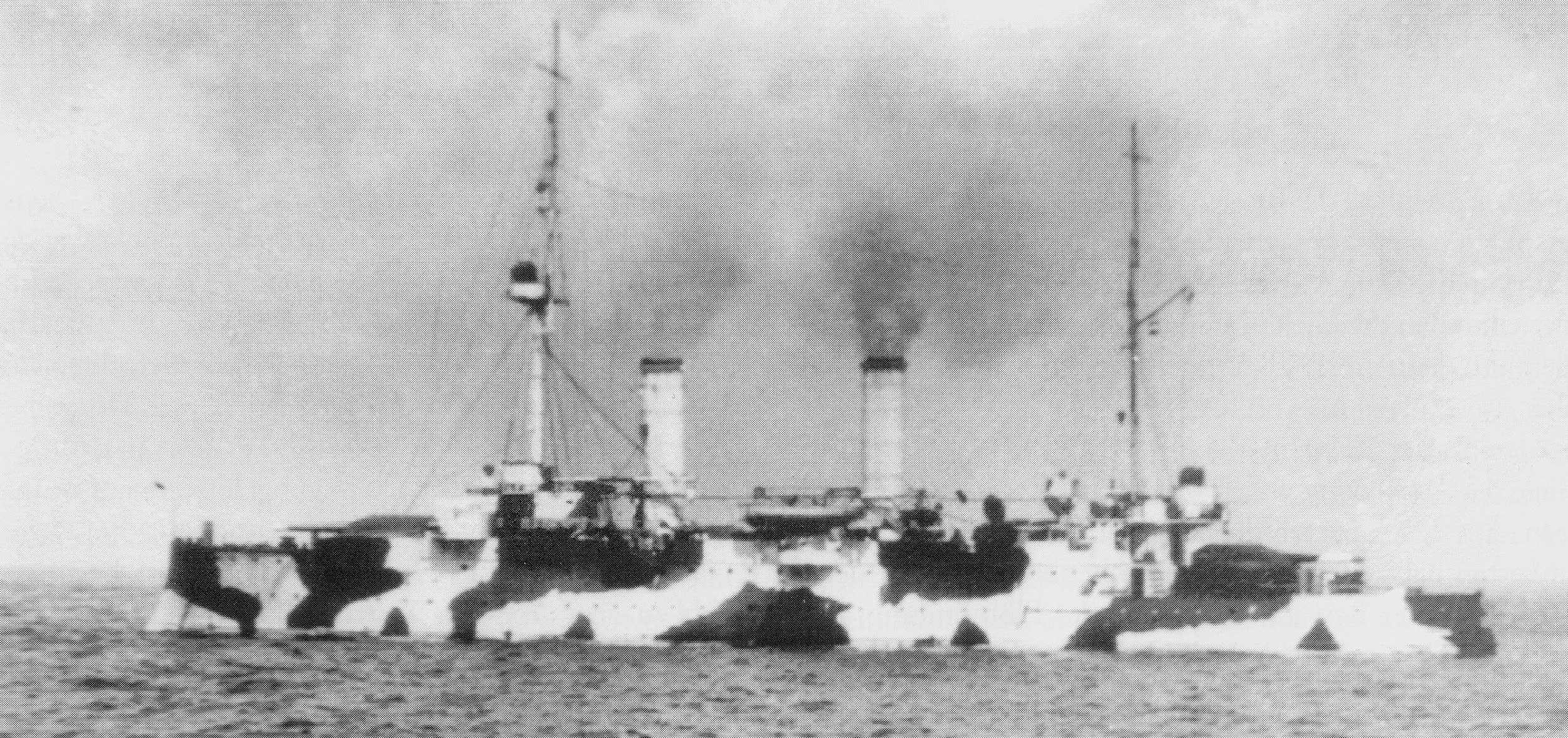
Hagen mit Tarnbemalung im Jahr 1915 als Teil des VI. Geschwaders, zu dem auch Brandenburg und Wörth kurzzeitig gehörten

Mit Beginn des Ersten Weltkrieges wurden die beiden in Deutschland verbliebenen Schiffe wieder in Dienst gestellt, dem neu gebildeten V. Geschwader unter Vizeadmiral Max von Grapow zugeteilt und im Vorpostendienst eingesetzt. Der Personalmangel der Kaiserlichen Marine führte im Februar 1915 zunächst zur Herausnahme des V. Geschwaders aus dem Frontdienst und zur Reduzierung der Besatzungen, zwischen Ende 1915 und Frühjahr 1916 schließlich zur Außerdienststellung der Schiffe. Die Kaiserliche Werft Danzig baute in den folgenden Monaten einen Großteil der vorhandenen Nickelstahlplatten sowie die Geschütze der Brandenburg und Wörth aus. Einige der 28-cm-Kanonen waren für den Versand in die Türkei vorgesehen. Während die Wörth keine weitere Verwendung fand, diente die Brandenburg nach einem entsprechenden Umbau bis zum Februar 1918 als Destillierschiff für Frischwasser in Libau.

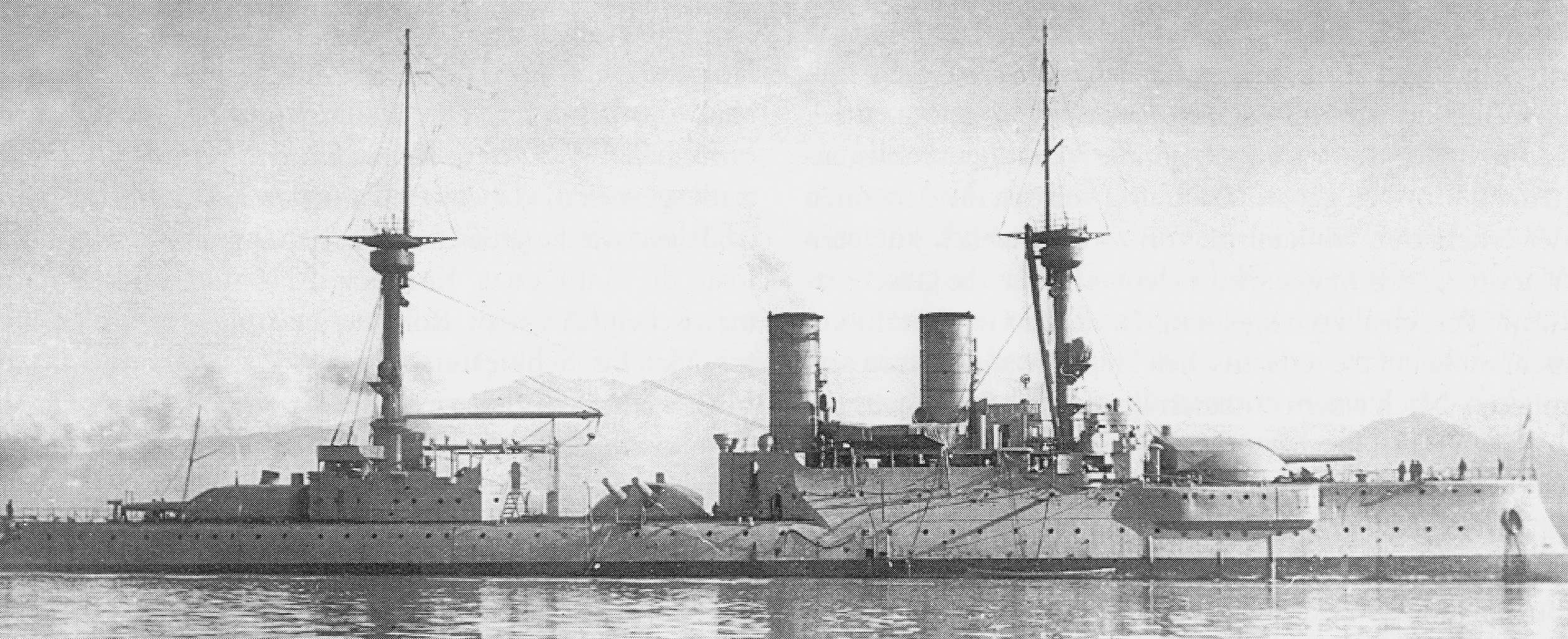
Die Torgud Reis im Jahr 1915

Die beiden osmanischen Schiffe erhielten nach dem Eintreffen von Goeben und Breslau in den Dardanellen Anfang August 1914 deutsche Kommandanten. Diese hatten für die Ausbildung der türkischen Mannschaften und die Herstellung der Kriegsbereitschaft zu sorgen. Beide Schiffe befanden sich in einem schlechten technischen Zustand, zudem war der Ausbildungsstand der Mannschaften sehr niedrig. Im Frühjahr 1915 griffen sie in die Schlacht von Gallipoli ein. Am 8. August 1915 wurde die Barbaros Hayreddin durch das britische U-Boot E11 versenkt, wobei 253 Mann der Besatzung ihr Leben verloren. Die Torgud Reis diente in der Folge hauptsächlich als Schulschiff. Gegen Kriegsende verhinderte der allgemeine Kohlemangel einen weiteren Einsatz des Panzerschiffs.

#### Verbleib
Im Verlauf des Jahres 1919 strich die deutsche Marine ihre beiden Schiffe der Brandenburg-Klasse aus der Liste der Kriegsschiffe. Die Wörth wurde von einer niederländischen Firma, die Brandenburg von der Hoch- und Tiefbau GmbH Danzig gekauft. Beide Schiffe wurden im Auftrag der Käufer bis 1920 in Danzig abgewrackt.
Die Torgud Reis war im August 1918 außer Dienst gestellt worden, kam jedoch als noch brauchbar in den Bestand der Türkischen Marine und blieb bis 1933 im Dienst. In den ersten Monaten des Jahres 1936 wurden die Geschütztürme samt ihren Drehscheibenlafetten und Kuppeln ausgebaut und als Küstenbatterien der Dardanellen an Land aufgebaut. Der achtere Turm wurde nahe Gölcük in Kocaeli, die beiden anderen in der „Torgud-Reis-Batterie“ nahe Tschanak wieder aufgebaut. Die Geschütze, die 1956 letztmals einen Schuss abgaben, existieren noch heute. Die demilitarisierte Torgud Reis wurde 1956 abgewrackt.

## Technik
Die vier Schiffe der Brandenburg-Klasse besaßen einen in Quer- und Längsspantbauweise ausgeführten Rumpf aus Siemens-Martin-Stahl. Dieser war zur Erhöhung der Sinksicherheit durch zwölf wasserdichte Querschotten unterteilt und besaß auf 48 Prozent seiner Länge einen Doppelboden. Wegen der glockenförmigen Wölbung der Schiffswand, die der französischer Kriegsschiffe ähnelte, erhielten die Einheiten der Klasse britischerseits den Spitznamen „the whalers of the sea.“ Die Schiffe waren 113,9 m in der Konstruktionswasserlinie und 115,7 m über alles lang, bei einer Breite von 19,5 m ohne und 19,74 m mit Torpedoschutznetzen. Die Konstruktionsverdrängung belief sich auf 10.013 t. Bei maximaler Zuladung verdrängten die Panzerschiffe 10.670 t, ihr Tiefgang betrug dabei 7,6 m vorn und 7,9 m achtern.

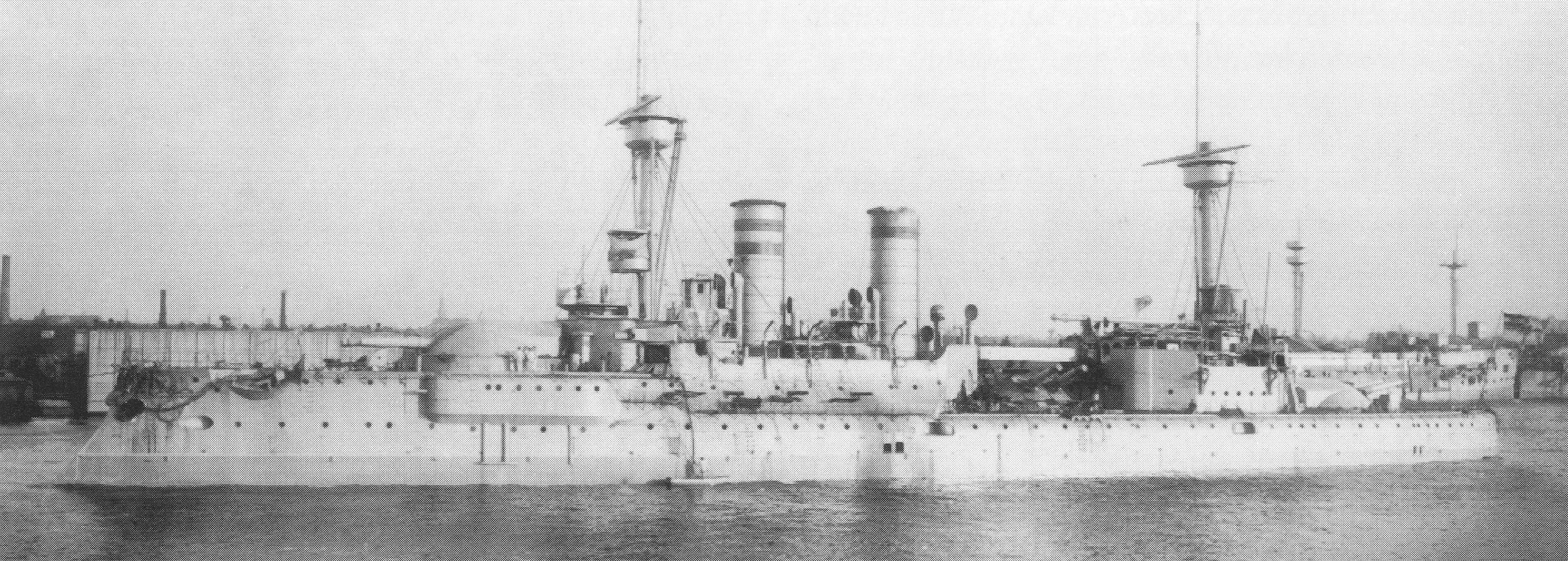
Weißenburg im Jahr 1898 bereits mit erhöhten Schornsteinen und alten Scheinwerferplattformen

Die elektrische Ausrüstung an Bord der Panzerschiffe wurde mit einer Spannung von 67 V betrieben. Für die Stromversorgung befanden sich drei Generatoren auf jedem Schiff, die von Zweizylinder-Verbundmaschinen angetrieben wurden und zusammen 72,6 kW leisteten. Während des Umbaus kam ein vierter Generator hinzu, die Leistung stieg dadurch auf 96,5 kW. Lediglich die Kurfürst Friedrich Wilhelm erhielt drei Generatoren mit einer Gesamtleistung von 108 kW.
Neben den zur Beleuchtung des Schiffsinneren verbauten 575 Glühlampen waren die zwei, ab Ende der 1910er Jahre drei Scheinwerfer die größten elektrischen Verbraucher an Bord der Schiffe. Die Suchscheinwerfer mit einer Leistung von jeweils rund 10 kW und 90 cm Spiegeldurchmesser waren anfangs auf Plattformen am unteren Teil der Masten platziert, blendeten dort aber die Schiffsführung. Daher wurden sie auf die Marse der Gefechtsmasten verlegt. Die 20,15 m langen Gefechtsmasten dienten einerseits als Ausguck und Plattform für Revolverkanonen. Andererseits waren an ihnen die optischen und später telegraphischen Signalmittel sowie die Ladebäume der Beiboote und für die Kohlenübernahme befestigt.

### Antrieb

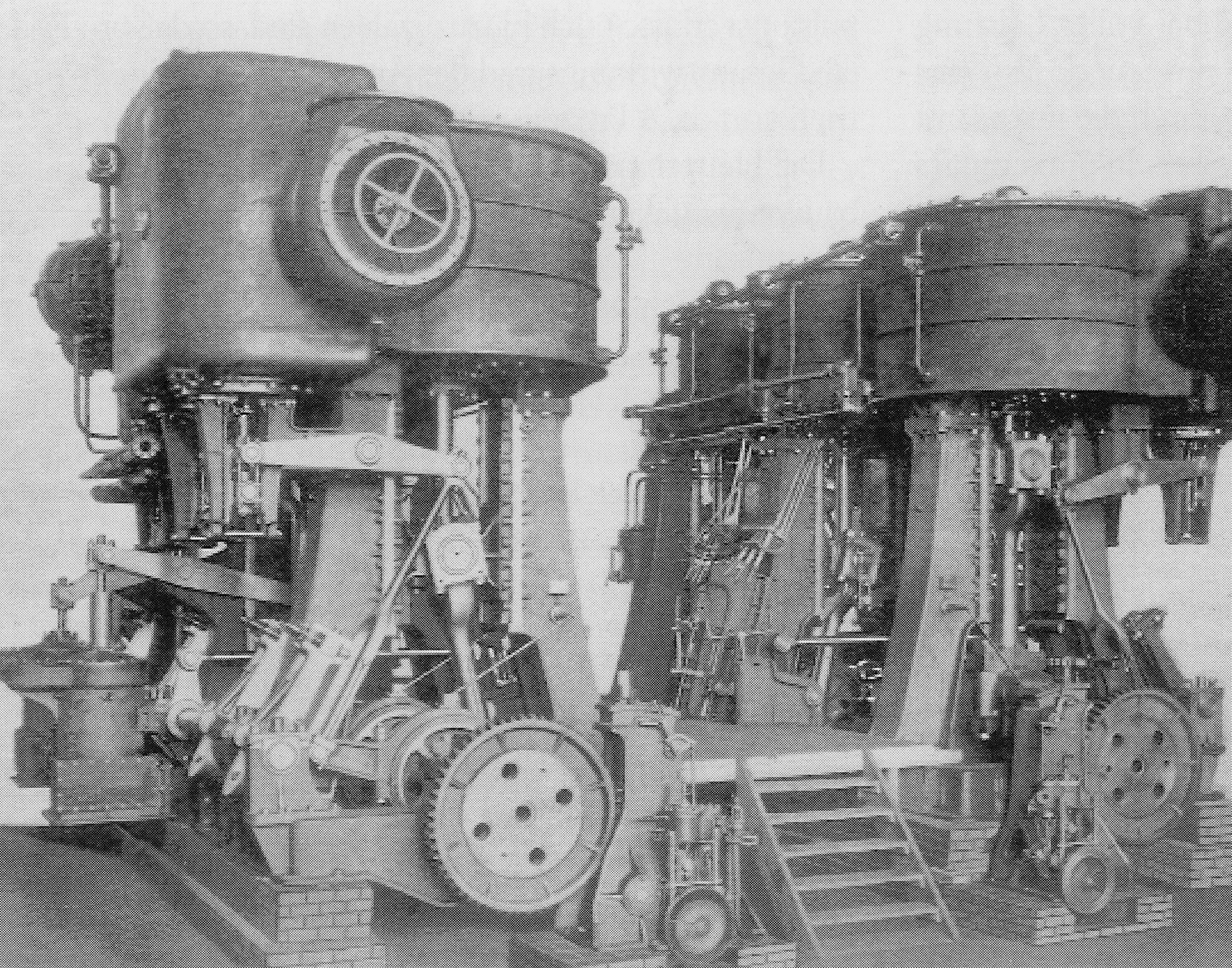
Die Hauptmaschinen eines Schiffes der Brandenburg-Klasse

Die Einheiten der Brandenburg-Klasse wurden von Dampfmaschinen angetrieben. Die nötige Kesselanlage bestand aus zwölf querstehenden Zylinderkesseln, die auf vier Kesselräume aufgeteilt waren. Mit zusammen 36 Feuerungen und einer je nach Hersteller leicht unterschiedlichen Gesamtheizfläche von 2.291 bis 2.358 m² erzeugten sie den nötigen Dampfdruck von 12 atü. Dabei war jeder der 2,92 m langen und 1,99 m im Radius messenden Kessel in der Lage, maximal 6 t Dampf pro Stunde umzusetzen, wofür bis zu 750 kg Kohle notwendig waren.
Für den Abzug der Rauchgase sorgten zwei Schornsteine, die ursprünglich 18,8 m, bzw. 20,1 m bei den vom Stettiner Vulcan gebauten Schiffen, über den Rost der Kessel hinausragten. Die damit recht kurze Bauweise der Schornsteine führte jedoch leicht zu einer Beeinträchtigung der Schiffsführung durch Rauchgase, die den Kommandostand einhüllten. Die Erhöhung der Schornsteine auf einheitlich 23,4 m kurz nach der Indienststellung der Schiffe beseitigte dieses Problem.
Die beiden Dreifach-Expansionsmaschinen waren einzeln in separaten Maschinenräumen untergebracht. Jede Maschine besaß drei Zylinder mit 900 mm, 1.400 mm und 2.200 mm Durchmesser und einem Hub von 1.000 mm. Die 5,6 m hohen und 156 t schweren Maschinen wirkten über Wellen auf jeweils einen dreiflügeligen Bronzepropeller von 5 m Durchmesser. Die Maschinen waren konstruktiv auf 10.000 PSi ausgelegt. Bei den Probefahrten erreichten die vier Schiffe diesen Wert in etwa, wobei die Leistung zwischen 9.686 PSi bei der Kurfürst Friedrich Wilhelm und 10.228 PSi bei der Wörth schwankten. Als Höchstgeschwindigkeit der Brandenburg-Klasse waren 16,5 kn vorgesehen, aber die Brandenburg als langsamstes Schiff erreichte nur 16,3 kn, während Kurfürst Friedrich Wilhelm und Wörth beide 16,9 kn erzielten.
Normal führten die Schiffe 650 t Kohlen mit sich, der Vorrat konnte aber bis auf 1050 t erhöht werden. Dies führte zu einer maximalen Reichweite von 4.300 sm bei einer Marschgeschwindigkeit von 10 kn. Zusätzlich waren rund die Hälfte der Kessel für eine Teerölzusatzfeuerung ausgerüstet, für die 110 t Teeröl im Doppelboden gebunkert werden konnten. Die Teerölfeuerung war jedoch nur wenig leistungsfähiger als die Kohlefeuerung, der Brennstoff dafür in der Beschaffung teurer.

### Bewaffnung
Die Hauptbewaffnung der Brandenburg-Klasse bestand aus sechs gezogenen Ringkanonen des Kalibers 28 cm, die paarweise in drei Geschütztürmen aufgestellt waren. Die Geschütze des vorderen und achteren Geschützturmes besaßen 40 Kaliberlängen, während der Mittelturm nur über L/35-Geschütze verfügte. Ursprünglich sollten die Schiffe ausschließlich mit den 1886 für die Küstenverteidigung entwickelten kurzen Geschützen ausgerüstet werden. 1889 bestellte die Marine zunächst acht Kanonen, mit denen ein Schiff in Dienst gestellt werden konnte. Da sich bei Krupp das längere Geschütz bereits in der Konstruktion befand, orderte die Kaiserliche Marine die fehlenden 16 Kanonen erst nach deren Erscheinen 1891. Eine Ausrüstung der Mitteltürme mit dem längeren Geschütz wäre nur mit einer aufwendigen Umkonstruktion der Aufbauten möglich gewesen, um den nötigen Schwenkbereich zu gewährleisten, und unterblieb daher.
Die 28-cm-Geschütze konnten bis zu 25° erhöht werden und besaßen eine maximale Reichweite von 14,6 km, Jedes der 11,93 m (L/40) langen Rohre wog mit Verschluss 29,55 t. Die Geschütze waren in Mittelpivotlafetten C/92 (Konstruktionsjahr 1892) gelagert, die auf den für die Siegfried-Klasse entwickelten MPL C/88 bzw. C/90 basierten. Sie wurden in ihrem Rücklauf durch zwei seitlich der Oberlafette befindliche Bremszylinder gehemmt und liefen nach dem Schuss von der nach hinten ansteigenden Gleitbahn selbstständig in die Schussposition zurück. Dieses System bedingte jedoch sehr große Scharten in den Geschützturmkuppeln, damit die maximal erhöhten Rohre beim Schuss nicht an den Kuppeln anschlugen. Durch die Scharten konnten so leicht Geschosse in die Türme eindringen und ihre Besatzung töten, wie dies 1913 auf der Barbaros Hayreddin passierte.
Da es sich bei den schweren Geschützen noch nicht um Schnellfeuergeschütze handelte, wurden Geschosse und Treibladung getrennt gelagert. Zum Einsatz kamen sowohl Sprenggranaten als auch Vollgeschosse, von denen 60 Stück mitgeführt wurden. Munition und Treibladung wurden auf speziellen Ladewagen befördert und gelangten in jedem Turm über zwei separate Aufzüge aus der Munitionskammer bis zur Barbette. Dort ermöglichten umlaufende Schienen, den Ladewagen an jede beliebige Stelle zu fahren, was ein Laden der Geschütze auch bei geschwenktem Turm zuließ. Geschoss und Treibladung wurden mit einem Kran vor die Rohre gehoben und manuell eingesetzt. Insgesamt dauerte der ganze Nachladevorgang mit zwei bis drei Minuten relativ lang. Die Feuerleitung für die schwere Artillerie übernahm zunächst jeder Turm einzeln. Nach der Indienststellung erhielten die Schiffe eine zentrale Feuerleiteinrichtung, bei der durch eine Fernsprech- sowie eine Telegraphenanlage zusätzlich zum Sprachrohr die Leitstände mit den Türmen verbunden waren. Jeder Turm war mit 15 Mann Bedienpersonal besetzt.

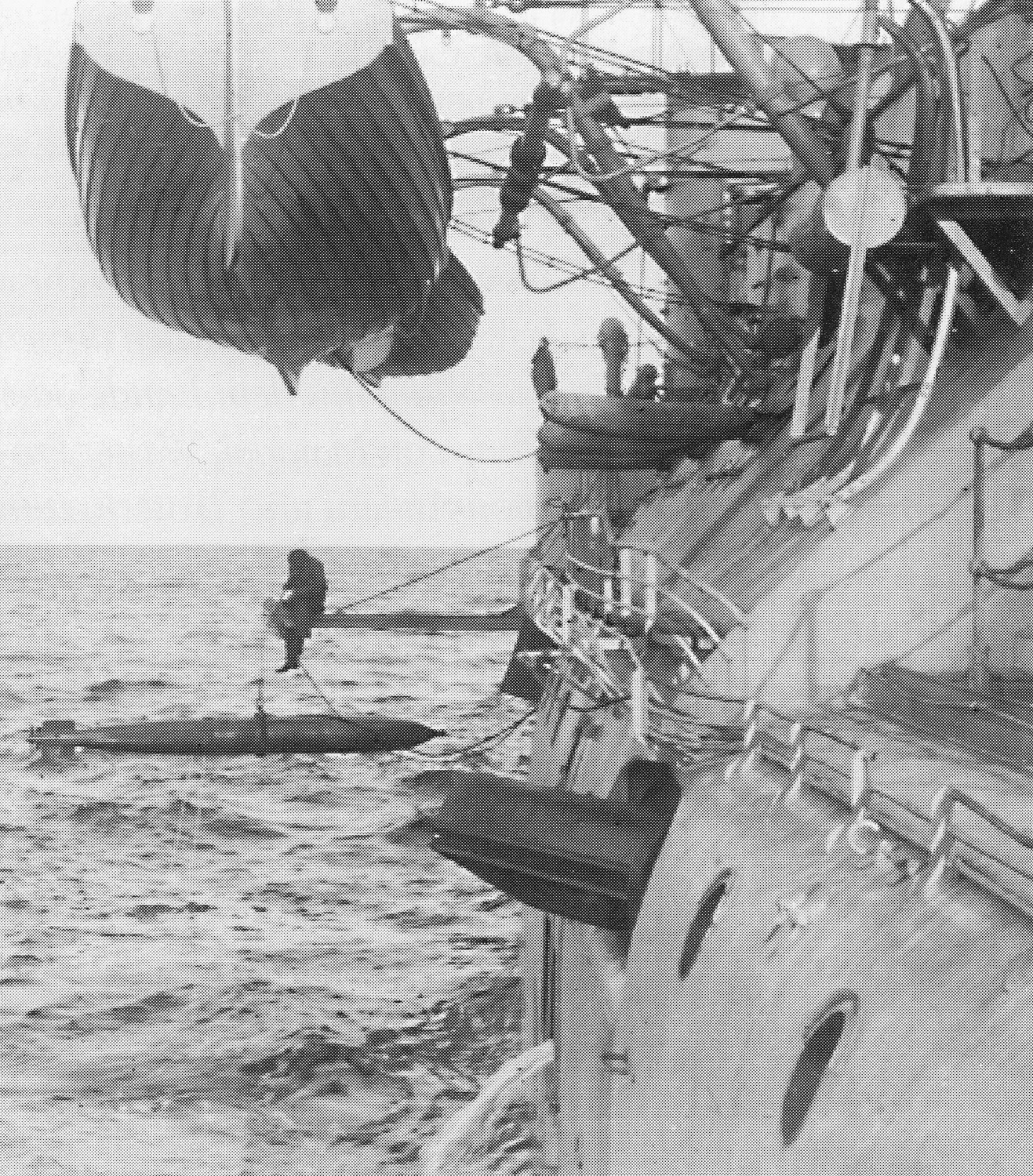
Ein Torpedo wird an Bord genommen; mittig ist das vordere Backbord-Breitseittorpedorohr sichtbar

Als Mittelartillerie waren anfangs lediglich acht 8,7-cm-Kanonen, ab 1890 8,8-cm-L/30-Schnellladekanonen (Sk) vorgesehen. Mit dem Erscheinen der 10,5-cm-L/35-Sk ein Jahr später kamen zusätzlich sechs dieser Geschütze zum Einbau in das Batteriedeck. Dadurch ergaben sich größere Änderungen bei den Munitionskammern und -aufzügen, die zu Bauverzögerungen führten. Während des Umbaus kamen zwei weitere 10,5-cm-Kanonen hinzu. Die 10,5-cm-Sk konnten ihre 14 kg schweren Granaten bei einer Rohrerhöhung von 30° bis zu 10,8 km weit verschießen. Die 8,8-cm-Geschütze erhielten ihre Aufstellung auf den Aufbauten. Bei einer Rohrerhöhung von 20° besaßen die rund 1,6 t schweren Geschütze eine Reichweite von 7,3 km. Hinzu kamen zwölf Revolverkanonen des Kalibers 3,7 cm nach dem Patent von Hiram Maxim, die ebenso wie die 8,8-cm-Kanonen hauptsächlich für die Torpedobootabwehr bestimmt waren.
Zusätzlich zu den Kanonen waren ursprünglich sechs Torpedorohre mit 45 cm Durchmesser an Bord der Schiffe, von denen jeweils zwei beiderseits an Deck angebracht und einzeln schwenkbar, zwei weitere über Wasser im Bug eingebaut waren. Mit dem Umbau reduzierte sich diese Zahl auf zwei fest in den Seiten eingebaute Torpedorohre. Als Munitionsvorrat führten die Schiffe 352 Schuss für die schwere Artillerie mit (292 Granaten und 60 Vollgeschosse), 600 bis 1.184 Schuss für die 10,5-cm- und 2.000 bis 2.384 Schuss für die 8,8-cm-Kanonen, außerdem 16, später nur noch fünf Torpedos.
Als weitere Waffe fand, wie bei fast allen zeitgenössischen Schiffen, noch der zum Rammsteven geformte Bug Verwendung. Dieser hatte seine Wirkung während der Seeschlacht von Lissa ebenso wie bei Unfällen in Friedenszeiten unter Beweis gestellt und galt lange Zeit neben den Torpedos als Hauptwaffe im erwarteten Mêlée.

### Panzerung und Schutz

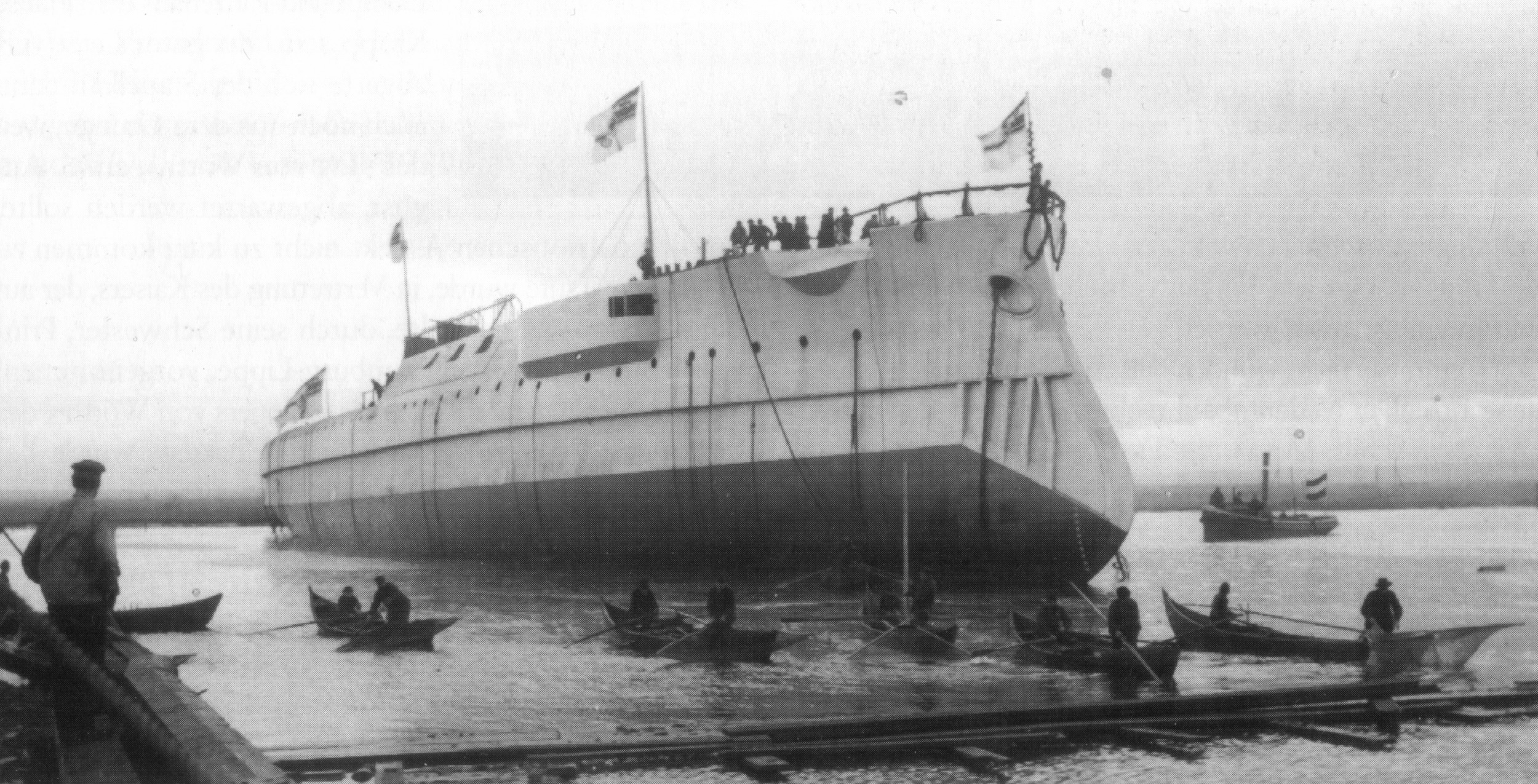
Weißenburg nach ihrem Stapellauf; der Gürtelpanzer ist noch nicht montiert und die entsprechende Aussparung im Rumpf deutlich sichtbar

Die Schiffe der Brandenburg-Klasse sollten entsprechend der Zeit mit einer Compoundpanzerung geschützt werden. Den Auftrag zur Herstellung des Panzermaterials erhielten die Dillinger Hütte und erstmals auch Krupp. Die Essener Firma hatte sich bereits im Vorfeld mit der Nutzung von Nickelstahl, vornehmlich für die Geschützherstellung, beschäftigt. Die aus derartigem Material hergestellten Panzerplatten bestanden aus mit Nickel versetztem Stahl, der an der dem Schiff abgewandten Seite mit Kohlenstoff angereichert und in einem Ölbad gehärtet wurde. Die Nickelstahlplatten schnitten bei Beschusstests im Februar 1892 wesentlich besser ab als die herkömmlichen Compoundplatten, weshalb die Panzerung der Schiffe so weit wie möglich mit dem neuen Material ausgeführt werden sollte. Da der Bau der Brandenburg und Wörth zu weit fortgeschritten war, konnten bei beiden nur noch wenige Teile der Panzerung aus Nickelstahl gefertigt werden. Die anderen Schiffe erhielten durchgehend das modernere Panzermaterial in der Stärke der Compoundpanzerung und waren damit deutlich besser geschützt.
Der Gürtelpanzer reichte auf der gesamten Schiffslänge rund 80 cm oberhalb der Wasserlinie und in der Schiffsmitte bis zu 1,70 m unter diese. Er bestand oberhalb der Wasserlinie aus 300 bis 400 mm Panzermaterial, unterhalb verjüngten sich die Platten auf 180 bis 200 mm. Die Panzerplatten waren so mit Teakholz hinterfüttert, dass sich eine durchgängige Stärke von 600 mm ergab. Das auf dem Gürtelpanzer aufliegende Panzerdeck bestand aus zwei verschraubten Einzelplatten und war 60 mm stark, die geneigten Teile (Böschungen) des Decks 65 mm. Die Kuppeln der Geschütztürme erhielten eine aus drei Einzelplatten zusammengesetzte Panzerung, die an den seitlichen Schrägen 120 mm und an der Decke 50 mm maß. Die Barbetten waren mit 300 mm Panzerung auf einer 210 mm starken Holzunterlage geschützt. Das Batteriedeck war seitlich mit 42 mm nur gering gepanzert, eine innere Unterteilung quer zum Schiff zum Schutz vor Splittern unterblieb ganz. Der Kommandoturm erhielt einen seitlichen Schutz aus 300 mm Panzerstahl. An Boden und Decke war er mit 30 mm gepanzert. Während des Umbaus kam auf allen Schiffen ein mit 30 bis 120 mm gepanzerter achterer Kommandostand hinzu. Die Munitionsaufzugsschächte der 8,8-cm-Geschütze erhielten eine 200 mm starke Panzerung, während jener der 10,5-cm-Geschütze ungepanzert blieb. Der Munitionsaufzug des vorderen, über dem Panzerdeck stehenden Turmes erhielt eine den Barbetten entsprechende Panzerung.

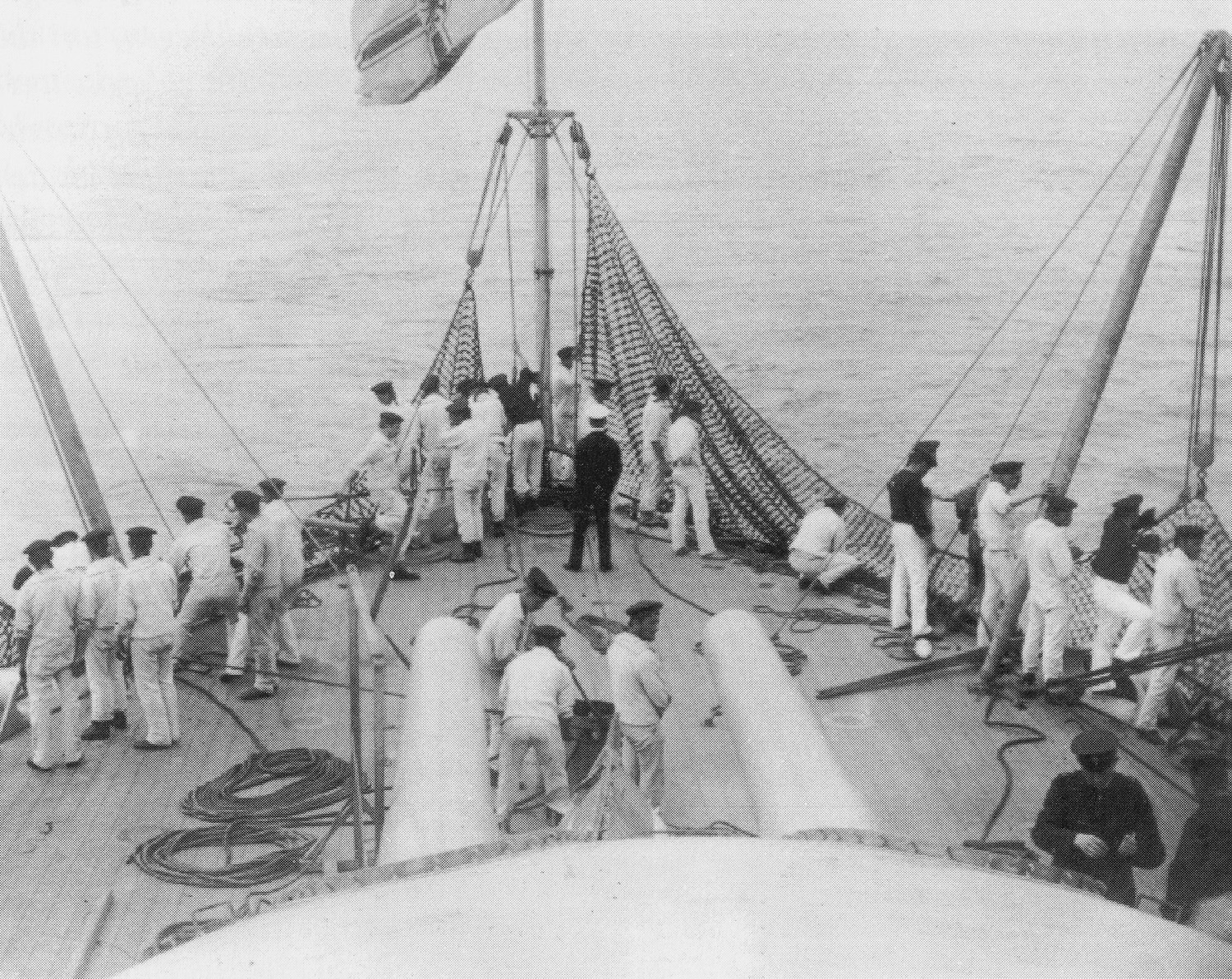
Die achteren Torpedoschutznetze der Weißenburg werden an Bord geholt

Als weitere Schutzmaßnahme verfügten die Schiffe über Torpedoschutznetze, deren Ausführung erstmals auf der Siegfried getestet wurde. Sie bestanden aus „Grummets“ genannten, 10 bis 13 mm starken Stahlringen mit 80 mm Durchmesser, die von kleineren Ringen mit 14 mm Innendurchmesser und 6 mm Materialstärke zusammengehalten wurden. Die Netze, an Spieren zu beiden Seiten des Rumpfes befestigt, reichten sechs Meter ins Wasser hinein. Sie waren für den Schutz der stillstehenden Schiffe vor Torpedoangriffen im Hafen und auf der Reede gedacht und befanden sich während der Fahrt in Halterungen an der Oberkante der Bordwand. Durch die mangelhafte Haltbarkeit der Verzinkung waren die Schutznetze bereits 1897 soweit verschlissen, dass sie ersatzlos von den Panzerschiffen entfernt wurden. Neben den hohen Kosten für neue Netze waren deren schwierige Handhabung und die ständige Gefahr, dass sie in die Schrauben gerieten, Gründe für die dauerhafte Entfernung.

## Besatzung
Die Besatzung eines Schiffs der Brandenburg-Klasse besaß ursprünglich eine Sollstärke von 568 Mann. Sie setzte sich aus 38 Offizieren sowie 530 Unteroffizieren und Mannschaften zusammen. Auf der als Flaggschiff eingerichteten Kurfürst Friedrich Wilhelm war außerdem Platz für einen Stab von 9 Offizieren und 54 niederen Dienstgraden vorgesehen. Je nach Einsatz der Schiffe konnte die tatsächliche Mannschaftsstärke deutlich von der Sollstärke abweichen. So befanden sich zum Zeitpunkt ihrer Versenkung insgesamt 622 Personen an Bord der Barbaros Hayreddin, darunter 40 Offiziere und 28 Ingenieure.
Die Mannschaften und Unteroffiziere waren in großen Gemeinschaftsräumen untergebracht und schliefen in Hängematten. Die Decksoffiziere und die unteren Offiziere teilten sich zumeist eine Kammer, die standardmäßig 2,5 × 2,55 Meter maß und mittels eines Bullauges natürliche Beleuchtung erhielt. Die Räumlichkeiten des Kommandanten befanden sich an der Steuerbordseite der achteren Aufbauten und umfassten neben Bad und Schlafraum auch ein Arbeits- und ein Speisezimmer. Auf der als Flaggschiff eingerichteten Kurfürst Friedrich Wilhelm waren die Kommandantenräume zugunsten derer des kommandierenden Offiziers stark eingeschränkt. Zudem waren besonders ausgestattete Räume dem Kaiser vorbehalten, die jedoch im Zuge des Umbaus, da zu diesem Zeitpunkt bereits die Kaiser Wilhelm II. Flottenflaggschiff war, zur Offiziersmesse umgestaltet wurden.

## Kritik
Die Panzerschiffe galten als sehr gute Seeschiffe, die leicht luvgierig waren und sich gut manövrieren ließen. Sie zeichneten sich allgemein durch weiche Bewegungen aus, neigten aber bei hohen Fahrstufen gegensee zum Stampfen, wobei sie viel Wasser übernahmen.
Auch als die zu ihrer Zeit größten deutschen Kriegsschiffe waren die Einheiten der Brandenburg-Klasse im internationalen Vergleich relativ klein, was bereits während des Baus in Marinekreisen bemängelt wurde. Zudem zeigte die parallele Entwicklung der britischen Royal-Sovereign-Klasse bereits deutlich in Richtung der ab 1895 mit der Majestic-Klasse auftretenden Einheitslinienschiffe, die stärker auf ein Schnellfeuer der verstärkten Mittelartillerie setzten und auch den Panzerschutz entsprechend flächiger verteilten, als dies bei der Brandenburg-Klasse der Fall war. Auch die durch Tirpitz entwickelte Kampftaktik und die Einführung großkalibriger Schnellfeuergeschütze förderten das schnelle Veralten der Panzerschiffsklasse. Dessen ungeachtet waren die Schiffe für die Kaiserliche Marine dennoch wichtig, da sie einen mehrjährigen Stillstand beim Bau schwerer Einheiten beendeten, sowohl die Selbst- als auch die Außenwahrnehmung der Marine deutlich steigerten und einen homogenen taktischen Verband bildeten.